# Армения в Великой Отечественной войне

Монумент «Мать Армения» в Парке Победы, Ереван

Герб Армянской ССР

22 июня 1941 года Армянская Советская Социалистическая Республика вместе со всем Советским Союзом, частью которого она являлась, вступила в Великую Отечественную войну, когда без объявления войны Нацистская Германия вторглась на советскую территорию.
Ещё 22 августа 1939 года, за 9 дней до начала Второй Мировой войны, рейхсканцлер Германии Адольф Гитлер в Кельштайнхаусе дал приказ высшим офицерам Третьего Рейха уничтожать поляков, в том числе женщин и детей, в ходе вторжения в Польшу. На той же встрече им была произнесена фраза: «Сейчас, в наше время, кто ещё помнит об уничтожении миллионов армян».
Правящие круги Германии рассчитывали на то, что население СССР, будучи многонациональным и многоконфессиональным, не будет сплочённым и не поддержит высшее руководство Советского союза, тем самым, облегчив гитлеровцам выполнение поставленных задач в войне. Однако на деле всё оказалось с точностью до наоборот.
С началом войны колоссальные трудности легли на плечи всех народов СССР, и армянский народ не стал исключением. Воинские соединения, состоящие из армян, отправлялись на одни из самых тяжёлых участков фронта, где армяне проявляли высочайшую стойкость и мужество. Армяне принимали участие в боях за Брест, Керчь, Крым, Киев, Москву, Ленинград, Кавказ и Сталинград, освобождали от нацистской оккупации Прибалтику, Украину, Польшу и Молдавию. Сражались на Днепре, в Сталинграде, на Курской Дуге и в Белоруссии. Участвовали в боях на территории стран Восточной Европы и в войне с Японией. Значительный вклад внесли также воины-армяне, сражавшиеся в партизанских соединениях.
К началу войны в Красной армии служило около 60 000 армян. За время войны на территории Армянской ССР было мобилизовано около 320 000 жителей (≈ 23 % всего населения республики, из них около 300 000 — армяне), а общее количество армян — жителей Советского Союза, участвовавших в Великой Отечественной войне, составило более 500 000 человек. В зарубежных армиях стран-союзниц сражалось ещё около 100 000 армян. Только за период с 1941 по 1945 годы население Армянской ССР сократилось на 174 000 человек (или ≈ 13 % от довоенного). А общее количество павших армян оценивается в 200 000 человек.
От 11,6 до 20 тыс. армян вошло в состав Армянского легиона Вермахта, принимавшего участие во Второй Мировой войне на стороне Третьего Рейха. К 1944 году сотни армян, состоявших ранее в легионе, присоединилось к 1-му Советскому партизанскому полку сформированному во Франции, и перешли на сторону антигитлеровской коалиции.
До конца войны армянское население опасалось вступления в войну Турции на стороне Третьего Рейха и её возможного нападения на Армянскую и Грузинскую Советские Республики, в том числе и с целью окончательно решить армянский вопрос, продолжив политику геноцида армян.
В военно-мобилизационной работе, проведённой в Армянской ССР, особое место занимало формирование национальных и интернациональных частей. На территории республики в 1941—1942 годах были сформированы: 89-я стрелковая Таманская Краснознамённая орденов Кутузова и Красной Звезды дивизия, 76-я стрелковая Краснознамённая дивизия имени тов. Ворошилова, 390-я стрелковая дивизия, 409-я стрелковая Кировоградско-Братиславская ордена Богдана Хмельницкого дивизия. Доукомплектование проходили: 17-я горнокавалерийская Кавказская дивизия им. Закавказского ЦИК, 261-я стрелковая дивизия (2-го формирования) и 320-я стрелковая дивизия (2-го формирования). Личный состав дивизий был преимущественно укомплектован армянам. В начале войны на территории Армянской ССР также дислоцировались 31-я, 61-я, 136-я (15-я гвардейская), 138-я (70-я гвардейская), 151-я, 236-я, 320-я, 406-я стрелковые дивизии и ряд других частей, значительную долю личного состава которых составляли армяне. На территории Грузинской ССР дислоцировались 28-я и 38-я резервные бригады, также в большинстве своём состоящие из армян.
Несмотря на тяжёлое военное положение, промышленность Армянской ССР продолжала развиваться, а работники тыла внесли свой значительный вклад в общее дело победы над нацизмом. Также не прекращались научные исследования в различных областях: химии, геологии, сельскохозяйственном направлении, гидроэнергетике и других.
Через территорию республики проходил один из маршрутов Ленд-лиза — Трансиранский маршрут.
После взятия Рейхстага 2 мая 1945 года, бойцы армянской 89-й стрелковой дивизии исполнили возле его стен народный танец «Кочари». Очевидцем этого события Аршалуйсом Сарояном в память об этом историческом событии было написано стихотворение «Танец Победы», а в музее Победы на Поклонной горе в Москве представлена одноимённая картина. Кадры исполнения танца у стен Рейхстага десятилетиями транслировались по советскому телевидению.

## Армянская ССР в предвоенные годы
Со второй половины 1930-х годов в СССР шло активное развитие различных отраслей промышленности и экономики. Согласно Третьему пятилетнему плану, на территории Армянской ССР планировалось практически утроить выпуск медной продукции, расширить производство цветной металлургии, машиностроения, увеличить выпуск продукции химической промышленности и производства электроэнергии. Особое внимание уделялось развитию животноводства, хлопководства и виноградничества.
К 1940 году на территории республики было построено около 100 крупных промышленных объектов, в том числе: Ереванский химический комбинат им. Кирова, Алавердинский завод серной кислоты, Ленинаканская прядильная фабрика, Ереванский мукомольный комбинат; также расширяли мощности уже существующие предприятия. Успехи были достигнуты и в сельском хозяйстве.
Крупными шагами шло развитие культурной жизни армянского общества. Осенью 1939 года состоялось два значимых события, которые отмечались с большим размахом: празднование тысячелетия армянского народного эпоса «Давид Сасунский» и проведение в Москве Первой декады армянского искусства и литературы, в рамках которой публике были продемонстрированы знаменитые армянские оперы «Ануш» А. Т. Тиграняна, «Алмаст» А. А. Спендиарова, балет А. И. Хачатуряна «Счастье» («Гаянэ»), а также работы различных армянских художников и писателей.
Развитие Армянской ССР было впечатляющим: валовое производство по сравнению с 1928 годом выросло в 8,7 раз, в 23 раза увеличился выпуск продукции тяжёлой промышленности. Однако республике крайне не хватало как автомобильных, так и железных дорог для построения более сильной экономики. Также, население Армянской ССР подвергалось принудительной русификации по той причине, что Иосиф Сталин считал национальное самосознание народов угрозой целостности Советского государства.
К 1939 году, согласно переписи населения, в Армянской ССР проживало 1 282 338 человек, в 1941 году — 1 360 900 человек.
В предвоенные годы на территории Армянской ССР были созданы: пехотное военное училище, специальная артиллерийская (№ 17) и военно-воздушная школы (ныне Военно-авиационный университет имени маршала Арменака Ханферянца).

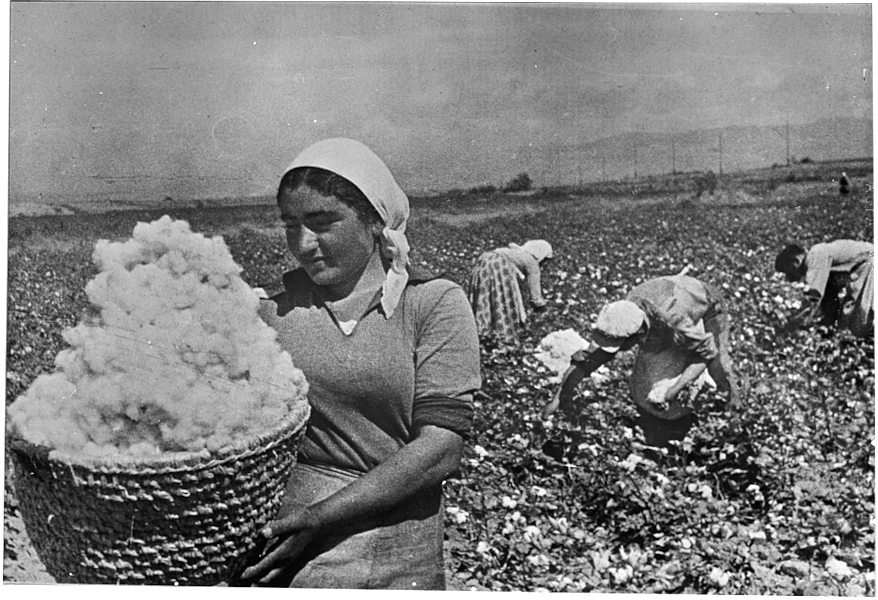
Сбор хлопка в Армянский ССР, 1930-е годы
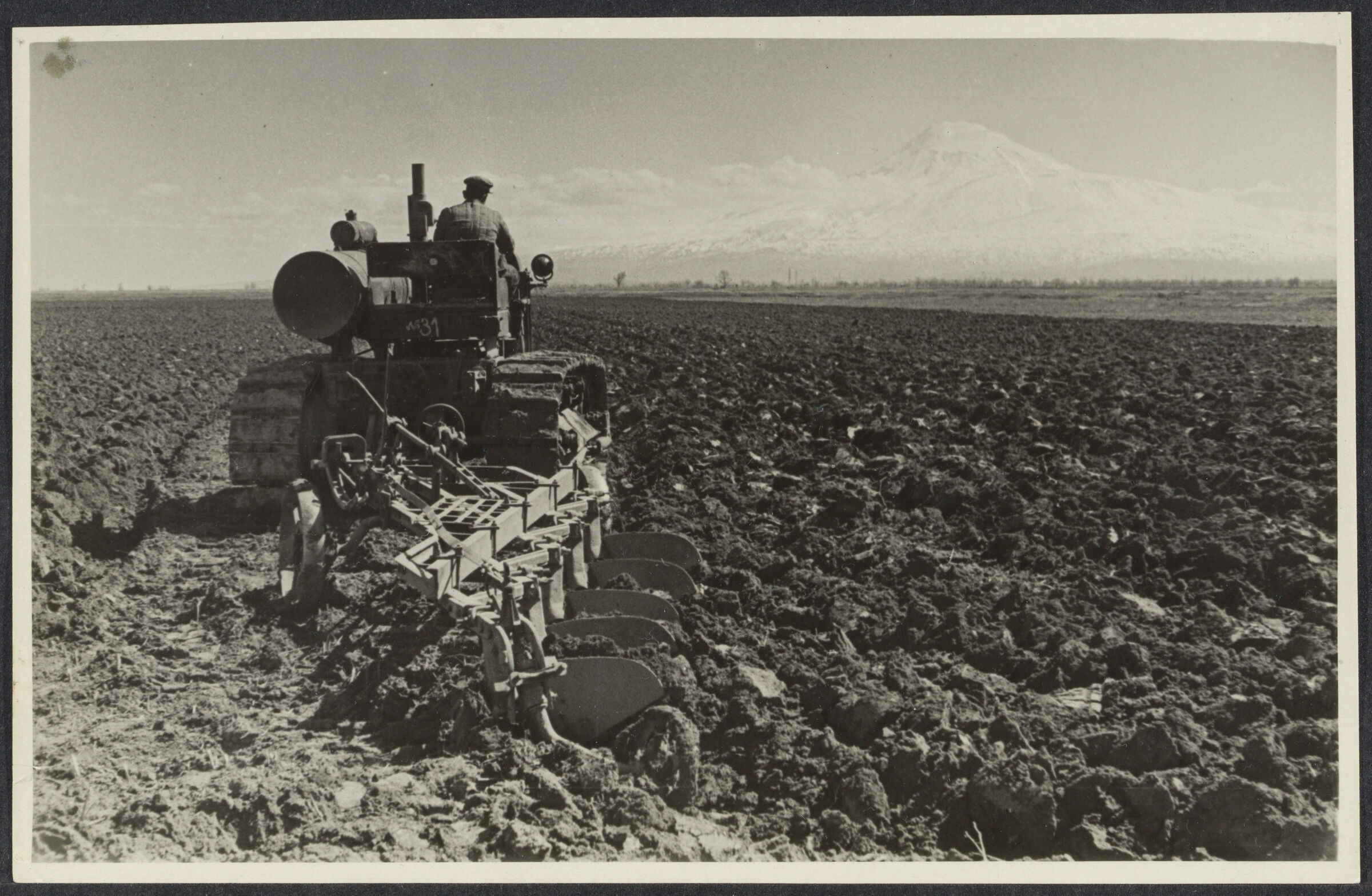
Весенне-полевые работы на Араратской равнине. Возделывание полей колхоза имени Сталина в Октемберянском районе
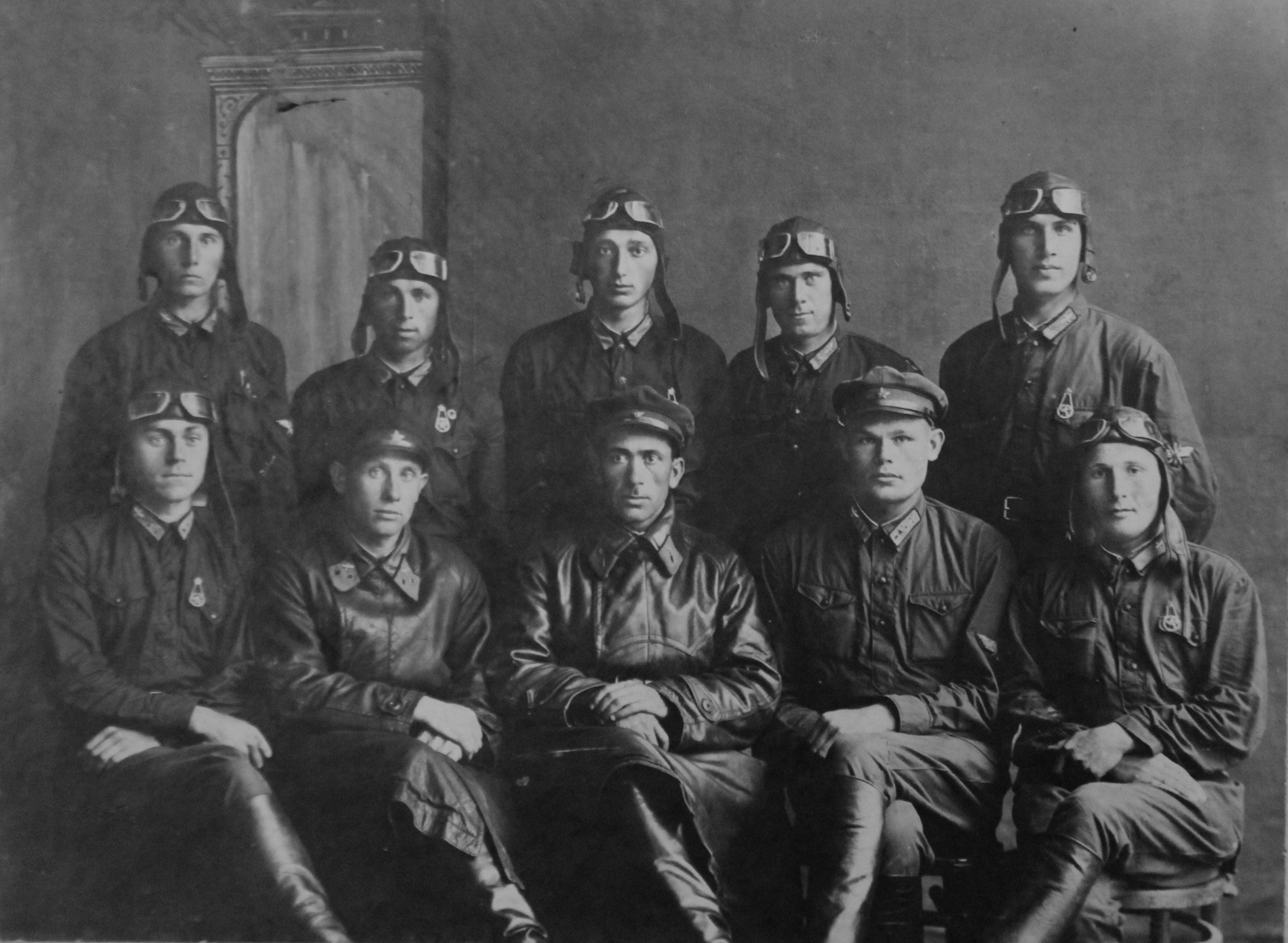
Лётчики гражданской авиации Армянской ССР, 1930-е годы
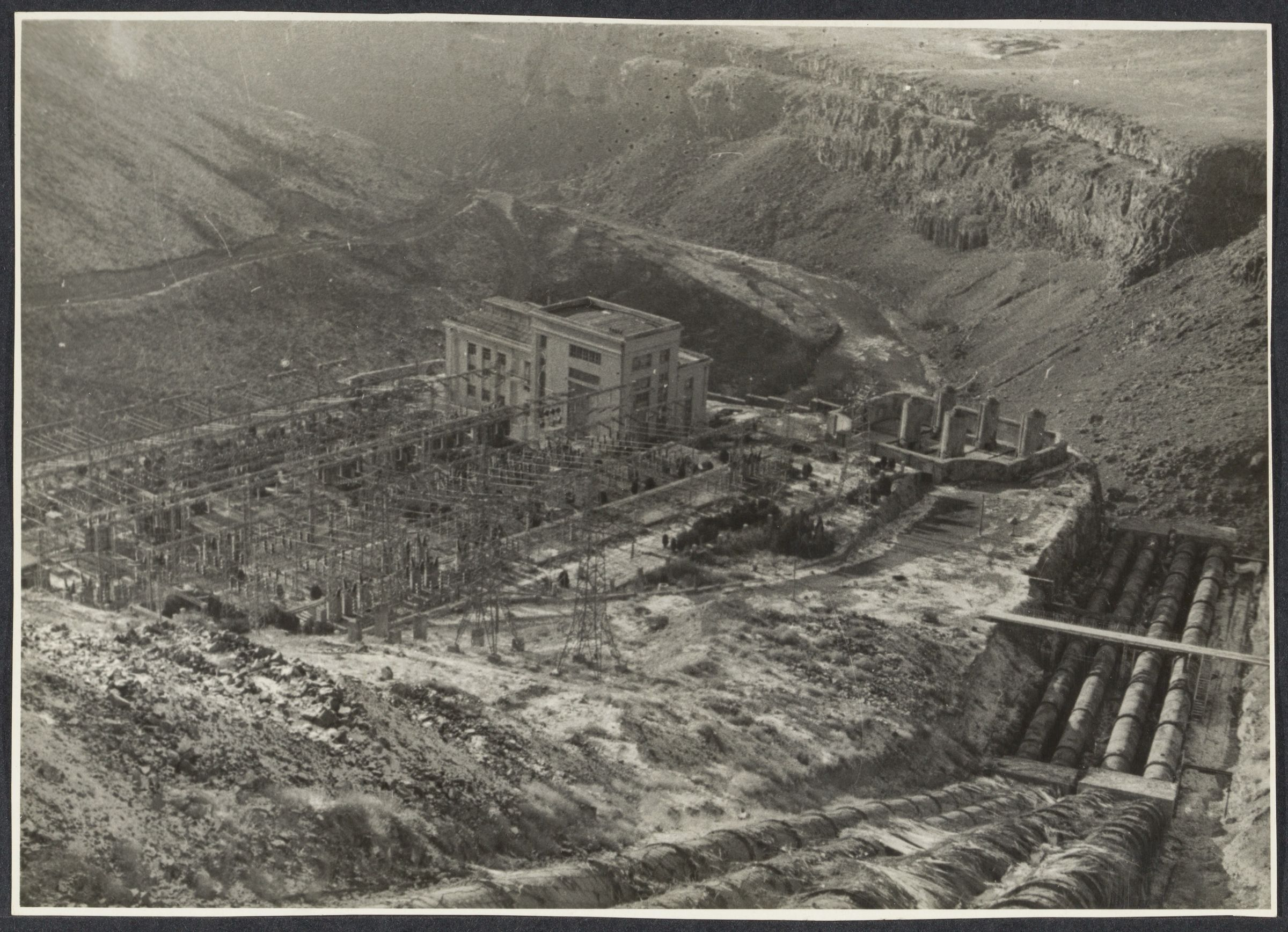
Канакерская ГЭС в Ереване. Годы ввода агрегатов в эксплуатацию с 1936 по 1944

## Участие армян в войне
Армянский народ за свою многовековую историю неоднократно подвергался нашествию иноземных захватчиков. Армянский народ твердо занимает свое боевое место в общей борьбе всех народов Советского Союза… Армянский народ, как и все другие свободные и равноправные народы Советского Союза, воспринял нависшую над нашей страной смертельную опасность тем более глубоко, что в своей многовековой истории не раз подвергался нападению чужеземных насильников. Он знает, что такое резня, погромы, голод, насилие. Армянский народ не забыл физические истребления армян, организованные предшественником кровавого Гитлера – кайзером Вильгельмом в годы Первой мировой войны. Поэтому, когда кровавым пожаром вспыхнула война, начатая людоедом Гитлером против Советского Союза, весь армянский народ поднялся, как один, на защиту Родины...
Первые сообщения на территории республики о начале войны были напечатаны в газетах «Советакан Айастан», «Коммунист» и «Совет Эрменистани». В них содержалось заявление министра иностранных дел СССР В. М. Молотова, с которым он выступил по радио в 12:15 (по московскому времени) 22 июня 1941 года.
С первых дней войны жители республики начали сходиться в массовые патриотические митинги, крупнейший из которых прошёл в Ереване 7 июля. После шествий, люди шли в военные комиссариаты, а те кто не подлежал призыву записывались в народное ополчение.
В скором времени общественность республики в открытом письме, опубликованном в газете «Правда», обратилась к своим соотечественникам по всему миру с призывом «объединить все силы на защиту Советского союза...».
Военное положение на территории Армянской ССР было введено 18 сентября 1942 года согласно Указу Президиума Верховного Совета СССР от 9 сентября.
В самый разгар Сталинградской битвы, армянский народ в открытом письме обратился к своим землякам, сражавшимся с нацистской Германией. Письмо подписали 335 316 жителей республики. 27 февраля 1943 года это письмо-наказ было отпечатано брошюрой на русском и армянском языках и распространено на всех фронтах Великой Отечественной войны, а также опубликовано во многих газетах, включая издания «Известия», «Правда» и «Комсомольская правда». В ответном письме военнослужащие поклялись вернуться домой только с победой.
Важное значение среди армянского населения как Советского союза, так и диаспоры, придавалось сбору денежных средств для постройки вооружений и военной техники, приобретения необходимых вещей и медикаментов. Например, только жителям села удалось собрать 67 млн рублей, часть из которых (46 млн.) пошла на строительство танковой колонны «Колхозник Армении», а оставшаяся часть — на постройку авиаэскадрильи «Советская Армения». На средства армян из Эфиопии и Ирана была построена ещё одна танковая колонна, которую стали именовать «Генерал Баграмян». Население Армянской ССР собрало пожертвования, с помощью которых были построены танковые колонны: «Комсомол Армении», «Горняк Зангезура», «Пионерия Армении», «Физкультурник Армении», «Советская Армения»; авиаэскадрильи: «Ахтанак», «Советский артист», «Молодая гвардия»; а также один бронепоезд «Советская Армения».
Жители Армянской ССР большое внимание уделяли компаниям по сбору вещей и медикаментов для военнослужащих Красной Армии, а также сбору денежных средств на нужды армии. Большая помощь была оказана в деле восстановления хозяйства западных районов СССР (Беларусь, Молдавия, Украина) после их освобождения Советской армией.
Единственным национальным воинским соединением Советской армии, принимавшим участие в штурме Берлина, была армянская 89-я стрелковая Таманская Краснознамённая орденов Кутузова и Красной Звезды дивизия.

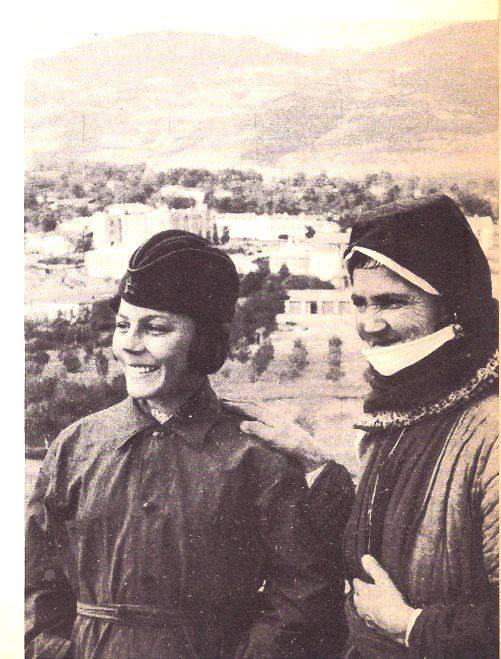
Армянка — военнослужащая Красной армии, 1943 год
Газета Коммунист. Вклад Армянского народа
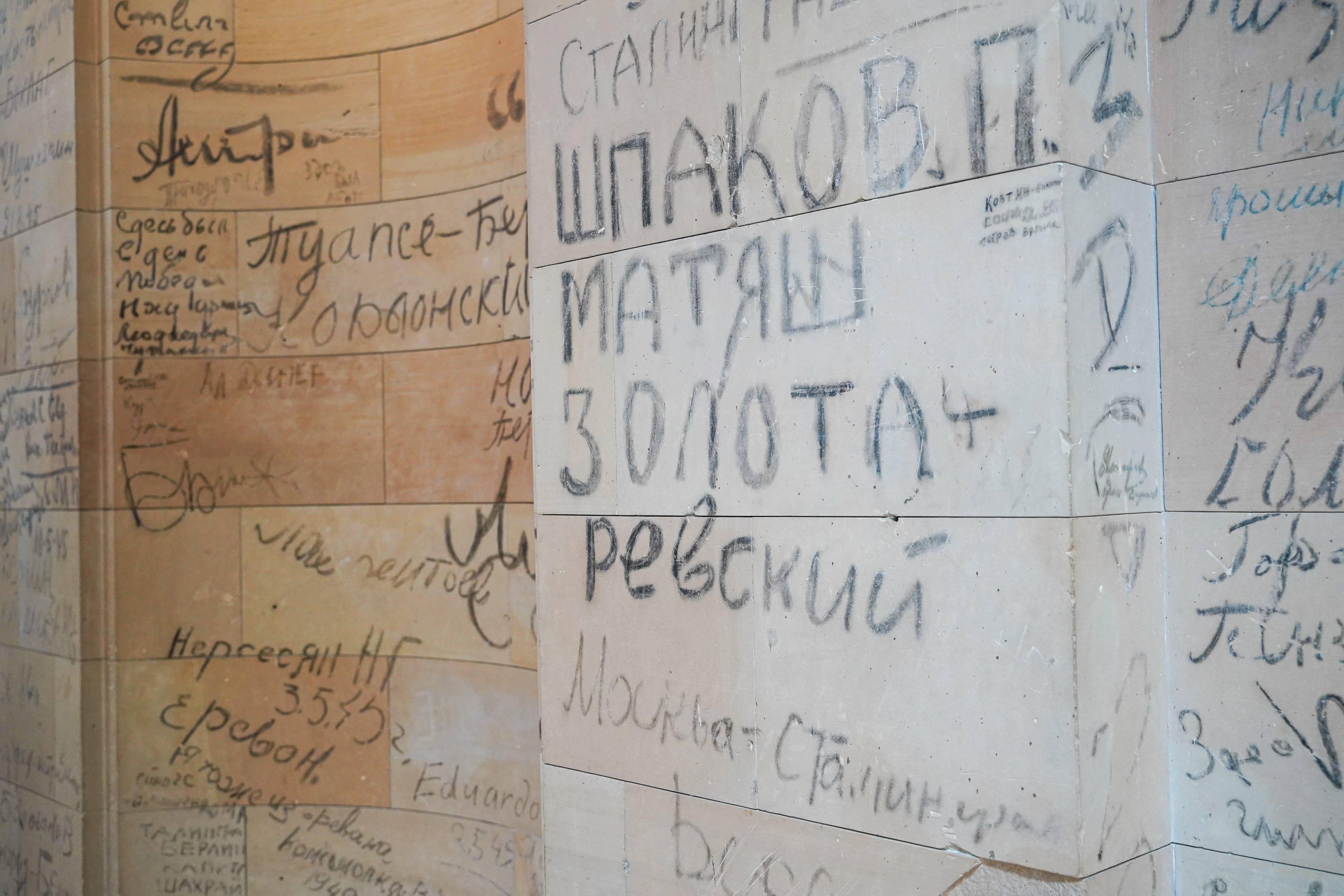
Фрагмент стены Рейхстага. В левом нижнем углу оставили надписи двое уроженцев Еревана

### Армянские национальные воинские соединения
В августе 1941 года решением № 383 Государственного Комитета Обороны разрешалось приступить к формированию национальных воинских соединений в составе Красной Армии. В Армянской ССР их созданием руководил ЦК Компартии Армении во главе с Г. А. Арутиновым.
| Наименование                                                                        | Дата и место формирования | Расформирована | Вид / род войск | Боевой путь (сражения) | Награды                                                 |
| ----------------------------------------------------------------------------------- | --- | --- | --------------- | --- | ------------------------------------------------------- |
| 89-я стрелковая Таманская Краснознамённая орденов Кутузова и Красной Звезды дивизия | 14 декабря 1941 г. как 474-я стрелковая дивизия (в составе 45-й армии), Ереван. 26 декабря 1941 г. переименована в 89-ю стрелковую дивизию | 7 июля 1956 г. | Пехота          | 1942—1943: Битва за Кавказ, освобождение Таманского полуострова 1944: Крымская наступательная операция, Освобождение Севастополя, Львовско-Сандомирская операция 1945: Берлинская операция, Пражская операция, Штурм Берлина                     | Почетное наименование «Таманская»                       |
| 76-я стрелковая Краснознамённая дивизия имени тов. Ворошилова                       | 9 декабря 1941 г. (переформирование 76-й горнострелковой дивизии), Ереван. Позднее переформирована в 51-ю гвардейскую дивизию              | 23 ноября 1942 г. (51-я гвардейская стрелковая дивизия)                                                                          | Пехота          | 1941: Иранская операция 1941—1942: Сталинградское сражение 1943: Курская битва 1943—1944: операция «Багратион», освобождение Белоруссии и Прибалтики                                                                                             | Орден Ленина                                            |
| 390-я стрелковая дивизия                                                            | Сентябрь-октябрь 1941 г., Ереван | 14 июня 1942 г. | Пехота          | 1941—1942 (в составе 51-й армии): Оборона Севастополя, Керченско-Феодосийская десантная операция, Операция «Охота на дроф» |                                                         |
| 408-я стрелковая дивизия                                                            | август—сентябрь 1941 г., Армянская ССР | октябрь—ноябрь 1942 г.: преобразована в 408-ю стрелковую бригаду, и, позднее — в 7-ю отдельную стрелковую бригаду и 23-ю бригаду | Пехота          | 1941: Советско-турецкая граница 1942: Оборона Черноморского побережья Кавказа, Битва за Кавказ |                                                         |
| 409-я стрелковая Кировоградско-Братиславская ордена Богдана Хмельницкого дивизия    | Июнь1941 г., Линанакан | май 1945 г. | Пехота          | 1941— ноябрь 1942: Советско-Турецкая граница 1942—1945: Освобождение Кубани, Украины, Молдавии, Румынии, Венгрии, Австрии и Чехословакии | Почетные наименования «Кировоградская», «Братиславская» |
| Дислоцировались и доукомплектовывались на территории Армянской ССР                  | | |                 | |                                                         |
| 17-я горнокавалерийская Кавказская дивизия им. Закавказского ЦИК                    | июль 1936 г., Тифлис, Вагаршапат, Ленинакан                                                                                                | август 1942 г. | Кавалерия       | 1941—1942: Иранская операция, Битва под Москвой |                                                         |
| 31-я стрелковая Сталинградская дивизия                                              | июнь 1941 г., Ереван | май 1945 г. | Пехота          | До октября 1941 г. — Советско-турецкая граница; 1941—1942: Оборона Таганрога и Ростова, Оборона Кавказа; Февраль 1943 г. — Краснодарская наступательная операция; 1944 — Освобождение Молдавии; 1945 — Освобождение Германии и Пражская операция | Почётное наименование «Сталинградская»                  |
| 261-я стрелковая дивизия (2-го формирования)                                        | октябрь 1942 г., Ереван → Ленинакан (в составе 45-й армии)                                                                                 | 1957 (127-я мотострелковая дивизия)                                                                                              | Пехота          | 1941: Советско-турецкая граница 1941—1942: Оборонительные бои в составе 6-й армии, Битва за Кавказ; 1942—1945: Советско-турецкая граница |                                                         |

### Партизанское движение

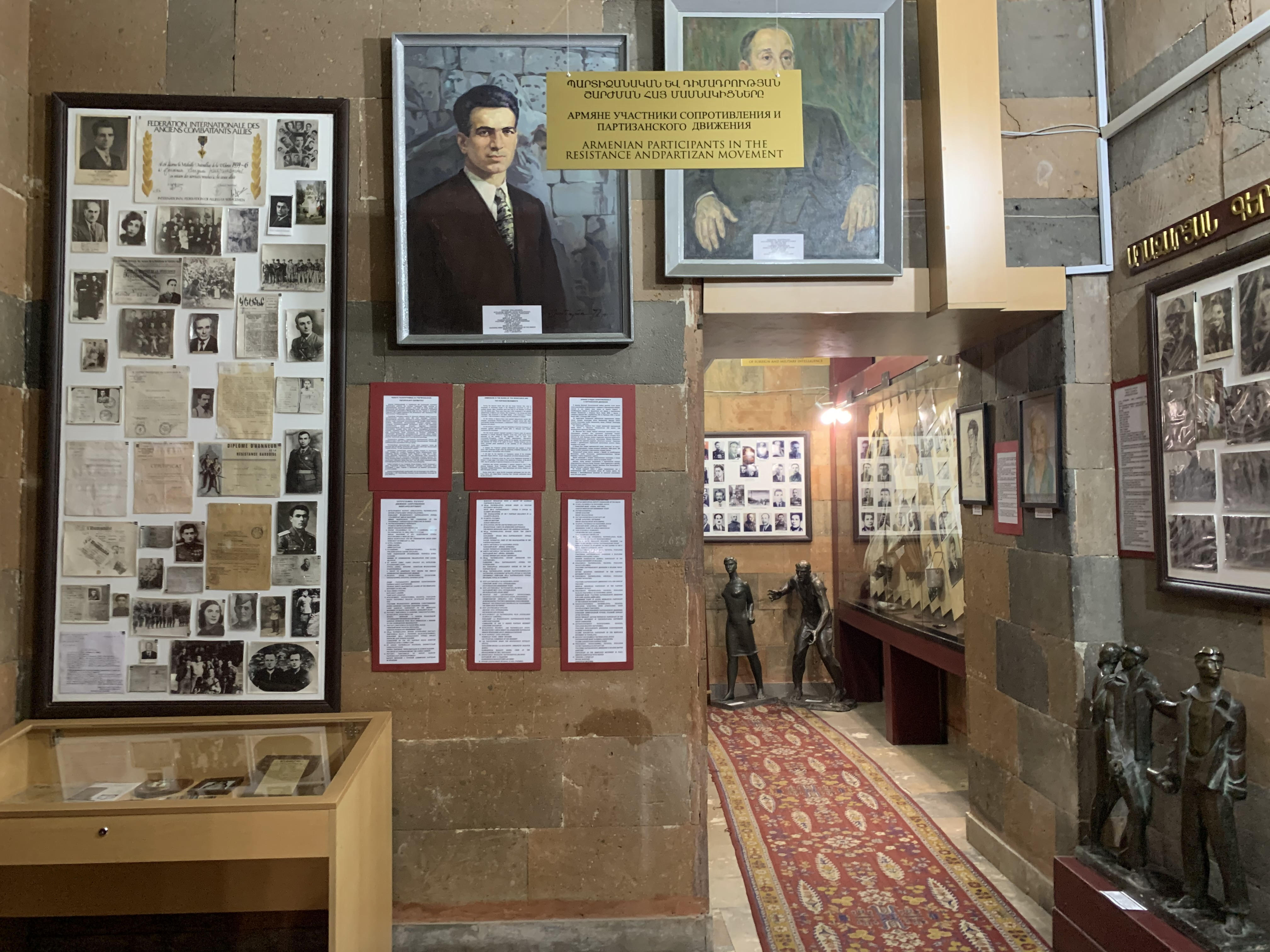
Экспозиция Военного музея «Мать Армения», посвящённая деятелям партизанского движения

30 мая 1942 года при Ставке Верховного Главнокомандования был создан Центральный штаб партизанского движения. Среди партизан были также и армяне, которые действовали как на территории Северного Кавказа и Крыма (около 500 человек), так и в Белоруссии и на Украине (более 2 000 человек), в Прибалтике и Ленинградской области (около 200 человек), а также и на других территориях.
На территории Польши действовал армянский партизанский отряд «Победа», позже присоединившийся к 1-й Украинской партизанской дивизии имени С.А. Ковпака, ведущей борьбу в том числе против украинских националистических формирований. А состоявший из 250 человек партизанский отряд имени А. Микояна действовал на территории Центральной и Прикарпатской Украины в составе партизанского кавалерийского соединения под командованием М.И. Наумова. Чрезвычайно успешной действовали подпольщики-армяне на территории Крыма и Белоруссии.
В составе знаменитой подпольной организации «Молодая гвардия» сражались М.К. Пегливанова и Г.М. Арутюнянц. Представители армян состояли также в Черниговско-Волынском соединении А.Ф. Федорова и в 1-м Воронежском партизанском отряде под командованием М.И. Шукаева.

#### За границами СССР
Во Франции, в период её оккупации нацистской Германией, действовал «Национальный фронт французских армян», созданный армянскими антифашистами Мисаком Манушяном, Арпиаром и Луизой Асланянами, Шаге Татуряном и др. Организация, в которую входили тысячи армян, успешно вела борьбу с войсками стран «оси» на территории Франции и впоследствии открыла филиалы в других странах. Также на территории Франции действовал партизанский полк состоящий из армян во главе с полковником А. Казаряном. Армянские партизаны и антифашисты сражались на территории Италии, Болгарии, Румынии, Голландии, Югославии, Польши и других стран Европы, устраивали диверсии и наносили сильный урон немецкой армии.
Более 300 армян, как мужчин, так и женщин, отдали свои жизни в ходе движения сопротивления в Греции. Имя болгарской партизанки Сашки (Эрмине Разкратлян), принявшей мученическую смерть, было известно всей Болгарии. Вардуш Сукиасян (Сукиасич) была одной из активных участников партизанского движения в Югославии.
С мая 1942 года на территории Польши среди армянских военнопленных начала действовать подпольная антифашистская организация, численность которой достигала 150 человек.

### Вклад диаспоры
Многочисленные Армянские организации, созданные по всему миру, оказывали значительную помощь Советской армии. Такими организациями, например, являлись: «Прогрессивный союз американских армян», «Национальный совет американских армян», «Союз друзей СССР» (Иран), «Армянский национальный совет Сирии и Ливана», «Армянский фронт» (Румыния), «Союз друзей армянской культуры» (Египет), «Союз помощи Армении», «Культурный союз аргентинских армян», и многие другие, созданные в том числе и на Кипре, в Иордании, Палестине, странах Латинской Америки. Именно по инициативе армян Ирана, собравших денежные средства из личных сбережений, была создана новая танковая колонна «Генерал Баграмян». На собранные ими средства производилось различное вооружение и боеприпасы.
Более 20 000 армян воевало в армии и флоте США, тысячи армян являлись военнослужащими Египта, Великобритании и Франции.

### Армянский легион Вермахта
Создан в декабре 1941 года из эмигрантов, уехавших из Российской империи в период её распада, а также красноармейцев-армян, попавших в немецкий плен, и первоначально дислоцировался на территории Польши. К лету 1943 года легион состоял из 11 батальонов, расположенных на оккупированной немцами территории Польши и Украины. По разным оценкам, численность легиона составляла от 11,6 тыс. до 20 тыс. человек. Батальоны легиона принимали участие в сражениях как на Западном, так и на Советском фронтах. Адольф Гитлер не доверял армянам-военнослужащим легиона.
Позднее, к лету 1944 года на базе армянских партизанских отрядов был создан 1-й Советский партизанский полк во Франции в городе Ним, который состоял из сотен бывших легионеров Армянского легиона, перешедших на сторону антигитлеровской коалиции. 1 мая 1945 года полк был награждён правительством Франции боевым знаменем и орденом Военного Креста за вклад в борьбу с Третьим рейхом.

## Ситуация на Советско-турецкой границе

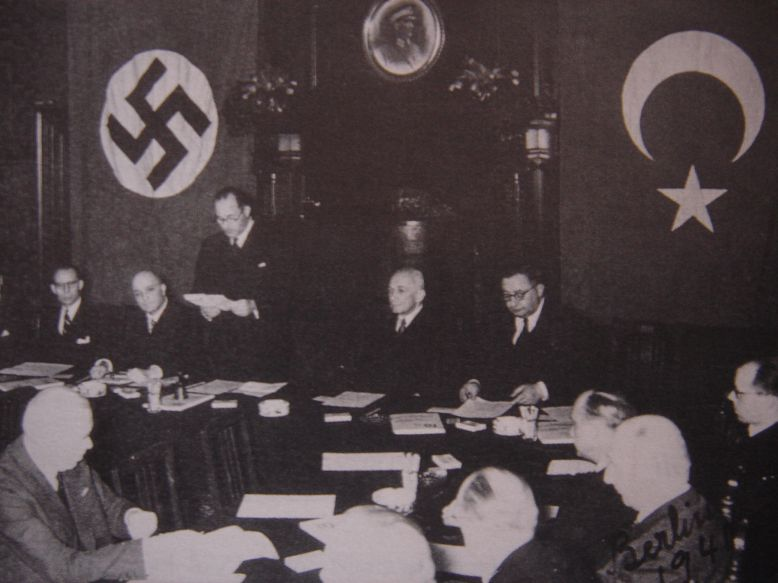
Подписание договора между немецким послом в Турции Францем фон Папенем и турецким министром иностранных дел Шюкрю Сараджоглу, Анкара, 18 июня 1941 года

18 июня 1941 года между Турцией и Германией был подписан Договор о дружбе и ненападении. В турецко-германском договоре, среди прочих, был пункт, касающийся получения свободного доступа в Чёрное море для германских кораблей.
К лету 1941 года Турция имела на границе с Армянской и Грузинской ССР 26 дивизий, готовых начать наступление на Советское Закавказье.
В ходе войны Германия прилагала дипломатические усилия для изменения нейтрального статуса Турции и вступления её в войну против Советского Союза для совместного удара по Закавказью. Тем не менее, вплоть до окончания Сталинградского сражения, последняя занимала выжидательную позицию, готовясь к удару по СССР. У высшего политического руководства Германии не было единого мнения о будущем устройстве и принадлежности закавказских республик в случае их оккупации Рейхом или Турцией, однако Германия старалась завлечь правящие круги Турции в войну своими обещаниями.
В самой Турции сторонники «пантюркизма» говорили о будущем завоевании Кавказа, Крыма и других территорий СССР, а генерал турецкой армии Х. Эркилет даже посещал ставку Гитлера, находящуюся на Советско-германском фронте.
В ноябре 1941 года Гитлер озвучил основную задачу предстоящей военной кампании: выход его армии к советско-иранской границе и далее проложить путь к Ираку. В случае осуществления поставленной цели — выходу к Закавказью, Турция, по его мнению, была бы втянута в войну на стороне Германии.

## Армянская ССР в годы войны

### Промышленность и экономика
На следующий день после нападения Германии, 23 июня, в Москве состоялось заседание Президиума Академии Наук СССР, на котором, среди прочих, было принято решение «пересмотреть тематику и методы исследовательских работ, нацелив всю творческую инициативу и энергию научных работников на выполнение задач по укреплению военной мощи страны».
С учётом дефицита привозимого сырья, связанного с масштабной эвакуацией крупных промышленных предприятий из западных районов СССР на восток, вся экономика Армянской ССР должна была не только в кратчайшие сроки перестроиться на выпуск продукции военного и двойного назначения, но и выполнить эту сложнейшую задачу практически самостоятельно, полагаясь на собственную ресурсную и научную базу, а также местное сырьё.
Работники тыла Армянской ССР внесли значительный вклад в общее дело всех народов СССР. К началу 1942 года было налажено производство практически 300 наименований различных видов боеприпасов, оружия и снаряжения: гранат, снарядов, миномётов, мин, взрывчатых веществ, одежды и другой продукции. Химической промышленностью выпускалось различное сырьё, имеющее важное значение для производства вооружений: медь, карбид кальция (предприятие «Наирит»), каучук и т.п..
К 1945 году в республике открылось более 30 современных на тот момент предприятий, производящих автомашины и автозапчасти, электродвигатели, компрессоры и многое другое (авиационный, серно-кислотный, цементный, клеевый и другие заводы), а также запущено в эксплуатацию 110 новых цехов, выпускающих бытовую химию, одежду, стекло и другую продукцию.
Армянская промышленность за время войны освоила выпуск около 300 новых изделий, в том числе: боеприпасы (10 видов), различные вооружения (в том числе части артиллерийского), миномёты, множество комплектующих к стрелковому оружию, средства связи (6 видов), хозяйственное и вещевое имущество (47 видов), химическая продукция (20 видов), изделия для артиллерии (6 видов), специальный огнеупорный вид кирпича, стекло, заменитель цемента, аэродромные компрессорные станции и многое другое. К примеру, к концу войны количество выпущенных корпусов составило: для авиабомб — 203 000 шт., для противотанковых мин — 150 000 шт., для противопехотных мин — 130 000 шт.; для 82-мм осколочных мин — 233 000 шт.; для бутылок с зажигательной смесью — 90 000 шт.. Совместными усилиями Ереванского станкостроительного и Ленинаканского механического заводов, а также механического цеха Кироваканского хим. комбината было произведено около 80 000 ручных гранат и 65 000 82-мм мин. Только за 3 месяца 1943 года Кировоканский хим. комбинат выпустил 31 300 гранат и 81 509 корпусов для гранат.
Были заложены крупные промышленные предприятия: Каджаранский медно-молибденовый комбинат, Шаумянский шелковый комбинат, Канакерский  алюминиевый завод, завода азотных удобрений и другие. К 1945 году в Ереване были введены в эксплуатацию заводы автозапчастей, машиностроительный и завод электрооборудования.
В годы войны для нужд армии швейные фабрики республики изготовили 5 270 000 пар белья, 350 000 штук военного обмундирования, 346 000 шинелей, 41 000 полушубков, а обувные фабрики выпускали не менее 800 000 пар обуви ежегодно.
Большое значение для авиационной промышленности имел Ереванский завод № 447, заложенный осенью 1940 года и освоивший уже к осени 1942 года сперва ремонт авиационной техники, а затем (с октября 1943 года в сотрудничестве с Тбилисским заводом №31) — выпуск крыльев и шасси для самолёта ЯК-3, а позднее (с 1945 года) — полный цикл производства самолётов УТ-2М}.
За тот же период огромный скачок совершила химическая и машиностроительная промышленность Армянской ССР (увеличена валовая продукция машиностроения на 70 %, продукции химических производств — на 21 %). На 16 % увеличилась выработка электроэнергии. Незначительный спад был зафиксирован только в производстве продукции лёгкой и пищевой промышленности. А в целом, за годы войны, валовая продукция всей промышленности на территории Армянской ССР уменьшилась всего на 7 %.
В годы войны через территорию Армянской ССР был построен участок Закавказской железной дороги Минджеван—Мегри—Джульфа, что положительно сказалось на темпах доставки продукции, произведённой на территории республики на фронт.
Вся промышленность Армянской ССР и её сельское хозяйство выполнили планы и задачи, установленные Государственным Комитетом Обороны по производству боеприпасов, обмундирования и иных предметов военного назначения, а также выпуска сельскохозяйственной продукции.

### Наука и образование
С самого начала войны Армянскому филиалу Академии Наук СССР была поставлена задача — всесторонне проводить исследования, направленные на вовлечение всех производственных и природных ресурсов республики для нужд фронта.
- Геология — на территории республики были открыты новые месторождения торфа, мрамора и доломитов, являющихся важным сырьём. Также проводилась работа по составлению специальных карт проходимости и имеющихся укрытий, литологических и других видов карт не только Армянской ССР, но и всего Закавказья. Карты имели важную оперативную ценность[102][90]. Наращивалась добыча бурого угля[92].
- Химия — были разработаны рецепты пропитывания, применяющиеся в производстве защитных плёнок для костюмов против отравляющих веществ, предложены простые способы регенерации отработанной серной кислоты, а также вулканизации камер от покрышек и многое другое[102]. В октябре 1943 года Наркомат Обороны СССР начал субсидировать предложенный армянскими специалистами абсолютно новый метод получения тринитробензола[103]. Успешно были завершены исследования по переработке доломитов и другого ценного сырья, имеющего важное значение в производстве продукции военного назначения[103]. Особо значимые исследования, отмеченные высшим командованием как армии, так и флота, проводились в направлении разработки и производства лекарственных препаратов и различных реактивов, способных выявлять отравляющие вещества[104][90].
- Физика — изучались вопросы влияния ультразвука на рост и урожайность растений, изготовлен и внедрён новый прибор, позволяющий насыпать на раны специальный порошок для их быстрого заживления[104].
- Энергетика — проводились работы по моделированию гидротехнических сооружений и различных водных систем[105].
- Строительство — велась работа по изучению проблем инженерных конструкций в сейсмоопасных регионах, которым является в том числе и Закавказье[105].

В целом, и по множеству других направлений (медицина, сельское хозяйство, энергетика, экономика) велась активная работа учёных Армянской ССР. Особое внимание предавалось также повышению урожайности.
Во время войны армянские учёные внесли значимый вклад в укрепление обороноспособности страны. Летом 1942 года на высоте 3250 м на склоне горы Арагац начала работу первая экспедиция по исследованию космического излучения. Большой шаг в исследовании излучения космических лучей внесли учёные А. Алиханов и А. Алиханян, работа которых была удостоена Государственной премии СССР. Государственной премии СССР была также отмечена работа астрофизика В. А. Амбарцумяна, касающаяся новой теории рассеивания света в мутной воде и имевшая прикладное военное значение.
В 1942 году в Институте истории Армянского филиала АН СССР по инициативе учёного-востоковеда И. А. Орбели создаётся один из первых на территории СССР центров изучения истории войны и вклада советского народа в борьбу против Германии и её союзников — Кабинет истории Великой Отечественной войны, задачей которого был сбор и изучение материалов об участии армянского народа в войне.

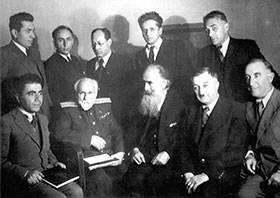
Первые учредители АН АССР. Сидят (слева направо) — Виктор Амбарцумян, Левон Орбели, Иосиф Орбели. Стоят — Эзрас Асратян, Норайр Сисакян, Грачия Бунятян

Значимое событие для развития научной жизни республики произошло 10 ноября 1943 года — в самый разгар войны, когда постановлением Правительства СССР на базе Армянского филиала Академии Наук СССР была создана Академия Наук Армянской ССР. Учредителями были избраны известные учёные в количестве 23 человек, а первым президентом — И. А. Орбели, вице-президентами — В. О. Гулканян и В. А. Амбарцумян. В состав Академии вошло 25 различных учреждений на территории республики.
В начале войны значительная часть школ была переведена под нужды госпиталей, а в оставшихся — занятия с детьми проводились в 3-4 смены. Около 1300 учителей на территории Армянской ССР были мобилизованы уже в 1941 году, что также отрицательно сказалось на всём процессе обучения — число учащихся в 1942 году по сравнению с предыдущим учебным годом сократилось на 56,6 тыс. человек. В связи со складывающейся обстановкой, для нормализации учебного процесса руководство Армянской ССР в 1942 году решило направлять на преподавательскую работу выпускников Педагогического института и педагогических училищ. Также, многие армянские учителя, вышедшие ранее на пенсию, вернулись на работу, чтобы помочь своим коллегам. А в 1943 году было принято постановление об обучении подростков, уже в тот момент работающих на различных предприятиях, для этого создавались вечерние школы.
Несмотря на тяжёлое военное положение страны, в Армянской ССР в военный период (после 1942 года) продолжалось увеличение численности средних школ и количества учащихся (1941 год — 1152 школы с 10,3 тыс. учителей и 228,5 тыс. учащихся; 1945 год — 1164 школы с 12,1 тыс. учителей и 250 тыс. учащихся).
Мобилизация коснулась как студентов, так и преподавателей высших и средне-специальных учебных заведений. Профессорско-преподавательский состав сократился на 35—40 % по сравнению с довоенным. Во всех институтах было введено обязательное изучение военного дела. Только в 1944 году ситуация начала меняться, а число студентов увеличиваться, тогда и был восстановлен полный объём обучения, сокращённый в 1941 году.
Интеллигенция Армянской ССР принимала активное участие в мобилизационных мероприятиях. На фронт отправлялись как преподавательский состав, так и студенты старших курсов, а также писатели, врачи, художники и другие. Многие студенты последних годов обучения меняли профиль своего образования и командировались в военные училища.
За 4 военных года средние специальные учебные заведения республики окончило 6400 человек, а высшие учебные заведения выпустили 3800 человек. К 1945 году в республике открылось 4 высших учебных заведения: Русский педагогический институт, Институт физической культуры, Художественно‐театральный институт (в Ереване) и Педагогический институт в Ленинакане.

### Культура
Сердце мое на вершинах гор

Вместе с орлами в приволье родном,

С тучами гневно в грозный простор

Молнии мечет, бросает гром.

С вами сердце мое, о бойцы,

Смерть не посмеет пронзить вам грудь.

Вас прославляю я, храбрецы,

Благословляю ваш светлый путь.

Народу вы дали великий обет,

И вы несете с оружьем в руках

Свободы неугасимый свет!

Повергнете вы врагов во прах!

Буря, промчись, гроза, разразись,

Смой с человечества гниль и грязь!

Крылья расправив, взвейся ввысь,

К солнцу, наша бессмертная мысль!

Буря, сверкай, гроза, разразись!
Литература занимала особо важное положение в годы войны, основными темами которой стала любовь к Отечеству, воспевание отваги советских солдат и патриотизм.
Армянские писатели не остались в стороне от приходящих событий и создавали патриотические произведения, например: «Вардананк» Д. К. Демирчяна, «Царь Пап» С. И. Зорьяна. Многие авторы старались максимально сильно выражать чаяния и патриотизм армянского народа. Патриотические произведения писали Г. Б. Сарьян, О. Т. Шираз, Г. М, Борян, А. Сагиян, А. И. Исаакян многие другие. На фронт ушло множество армянских писателей, поэтов и прозаиков — Т. С. Гурян (погиб в 1942 году под Севастополем), А. С. Григорян, Р. К. Кочар, В. С. Ананян, Р. К. Ованнисян, Давтян В. А., С. М. Арутюнян, Р. К. Кочар, Г. С. Севунц, В. С. Ананян, С. В. Амаяк и многие другие. Некоторые стали редакторами фронтовой печати (Г. Н. Овнан, А. С. Инджикян, В. М. Мнацаканян, В. С. Налбандян, С. Б. Агабабян), другие — вошли в состав действующей армии. На армянском языке издавалось 16 дивизионных, армейских и фронтовых газет.
Война имела своё влияние в том числе и на театральные постановки — в репертуарах театров обозначилась отчётливая военная тематика: например, в 1942 году Драматический театр имени Г. М. Сундукяна поставил пьесы «Фронт», «Нашествие» и «Русские люди», соответственно А. Е. Корнейчука, Л. М. Леонова и К. М. Симонова. В течение военных лет в Армянской ССР выходили и оригинальные пьесы по военной тематике: «Ярость» А. К. Гулакяна, «Месть» Н. Зарьяна, «В чаще леса» Г. Б. Сарьяна, «Страна родная» Д. К. Демирчяна и другие.
В апреле 1944 года в Ереване состоялась Всесоюзная шекспировская конференция и фестиваль, в которых приняли участие ведущие шекспироведы со всего Советского союза.

Стихи армянских поэтов о войне

Фронты (в частности, Крым и Кавказ) и госпитали посещали музыкальные и театральные коллективы из разных городов Армянской ССР, а патриотические пьесы (Д. К. Демирчяна, Н. Зарьяна, А. Е. Корнейчука, К. М. Симонова, Л. М. Леонова и других) занимали ведущее положение в репертуаре армянского театра.
Например, только за март 1943 года Государственным Эстрадным Оркестром Армении под руководством композитора А. С. Айвазяна было сыграно 45 концертов в частях Закавказского фронта. В том же году оркестр дал 40 концертов в Крыму (Черноморская группировка войск), а Ансамбль песни и пляски Армянской ССР под руководством дирижёра Т. Т. Алтуняна сыграл более 30 концертов в различных частях Северо-кавказского фронта. Фронтовая бригада Армянской филармонии выступала не только в действующих частях, но и в госпиталях. Выступали перед бойцами также и писатели А. Вштуни, Г. А. Абов, В. С. Ананян, Г. Б. Сарьян и многие другие.
Армянский кинематограф также не остался в стороне от происходящих событий. Выходили в свет патриотические фильмы, например: «Армянский киноконцерт» (1941) режиссёра П. А. Бархударяна, «Давид-Бек» (1943) А. И. Бек-Назарова, «Страна родная» (1945) А. П. Довженко и другие. Всего, к концу войны Армянской киностудией было выпущено 7 фильмов-кинохроник войны и более 50 номеров киножурнала «Советская Армения».
В работах армянских живописцев, скульпторов и художников тема Великой Отечественной войны и подвига Советского народа имела самые важные значения.

Постер фильма «Давид-Бек»
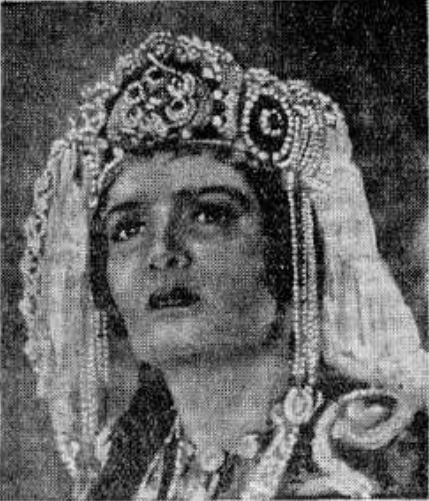
Кадр из фильма «Армянский киноконцерт»

### Военнопленные на территории Армянской ССР
На территории Армянской ССР располагался лагерь №115, представляющий из себя сборный пункт и состоявший из десяти мест заключения военнопленных — бывших солдат Фашистской Германии (лагеря располагались в городах Ереван, Ленинакан, Артик, Абовян, Кировакан, Спитак, Капан, Севан и Арарат). 
Среди заключённых были представители 20 различных народов, воевавших против СССР на стороне Третьего рейха. По приблизительным оценкам, в годы войны через лагерь №115 прошло около 20 000 военнопленных, а именно (чел.) — немцы (7897), венгры (5074), румыны (2401), австрийцы (220), молдаване (180), словенцы (75), чехи (64), французы (58), поляки (57), сербы (54), украинцы (52) и другие.
С 1943 года военнопленные принимали непосредственное участие в строительстве крупнейшего инженерного сооружения того времени в республике — Моста Победы. В Ереване они также возвели опорные базальтовые стены на улице Сараланджа, сохранившиеся и по сей день, строили автомобильные тоннели, жилые дома на проспектах Маштоца и Баграмяна и других крупных улицах города. Принимали участие в закладке нового здания одного из крупнейших хранилищ рукописей в мире Матенадаран, закладке филармонии и музыкальной школы им. Саят-Новы.
На территории республики военнопленные также принимали участие в строительстве: психиатрической лечебницы в Севане, общежития в Армавире, сахарного завода в Спитаке, химкомбината и азотного завода в Кировакане, химкомбината "Наирит", алюминиевого завода в Канакере, Севанской ГЭС и др.. Например, военнопленные—румыны в основном содержались в Капане и принимали участие в строительстве мостов через реку Вохчи, участка дороги Капан-Каджаран (участок существующей трассы М2), а также работали на местных рудниках.
По разным оценкам, на территории Армянской ССР умерло 1300—1500 военнопленных, на территории нынешней Республики Армения сохранилось 14 массовых захоронений военнопленных с памятниками.
|                                                        |  |
| Военнопленные при строительстве Моста Победы в Ереване |  |

|                                   |  |
| Захоронения военнопленных в Гюмри |  |

|                                            |
| Захоронения военнопленных в селе Мердзаван |

## Вклад Армянской церкви

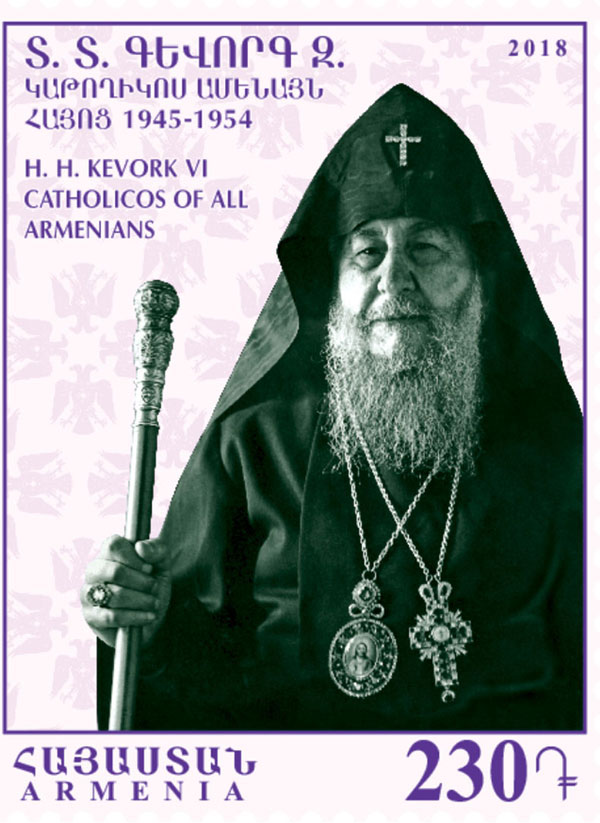
Марка Армении с изображением Геворга VI, 2018 год

К началу войны у Армянской Апостольской церкви не было официально утверждённого Католикоса. После загадочной смерти Католикоса всех армян Хорена I в 1938 году, Армянской церкви было запрещено избрать его преемника. Исполняющим обязанности стал архиепископ Геворг VI, носивший титул Генерального викария Эчмиадзинского Католикосата Армянской церкви. Позднее, уже после победы в войне, в мае 1945 года, он был избран Католикосом всех армян.
В период Великой Отечественной войны происходило потепление отношений между Советским государством и Армянской церковью: так, в 1941 году руководство Армянской ССР разрешило открыть несколько церквей, возвращало из ссылок армянских священнослужителей, а в апреле 1943 года был создан Совет по церковным делам.

С самого навала войны Армянская церковь всячески поддерживала борьбу советского народа со странами «Оси» — благословляла войска, собирала с армянских диаспор по всему миру деньги для воинских частей. В самом начале 1943 года Геворг VI написал открытое письмо И. В. Сталину, в котором выражал поддержку руководству СССР и призывал армян сплотиться в борьбе с врагом: 
Глубокочтимый Иосиф Виссарионович!

Под Вашим гениальным руководством и Божьей милостью Красная Армия победоносно громит кровожадного ненавистного врага, изгоняя его с нашей священной земли. В рядах Красной Армии вместе с другими народами СССР сражаются с врагами нашей Родины и сыны армянского народа.
Исполняя свой долг перед Родиной, молюсь Всевышнему о победе советского оружия и для ещё большего усиления мощи славной Красной Армии и ускорения окончательного разгрома врага Эчмиадзинский католикосат вносит в фонд строительства танковой колонны имени Давида Сасунского драгоценную панагию, украшенную бриллиантами, и другие драгоценности из платины и бриллиантов стоимостью свыше 800 000 рублей, тысячу английских фунтов стерлингов и 50 000 рублей. Прошу Вашего распоряжения об открытии специального счёта в Госбанке СССР.
Одновременно специальным посланием обращаюсь ко всем верующим армянам мира об участии своими сбережениями в строительстве танковой колонны имени Давида Сасунского. Вполне уверен, что как местные, так и зарубежные армяне откликнутся на наше пастырское послание, организуя во всех армянских колоннах комитеты помощи Красной Армии и пострадавшему населению, которые собрали и послали свыше 15 000 долларов и в настоящем продолжают свою деятельность.
Дорогой Иосиф Виссарионович, примите наше благословение и привет верующих армян и духовенства.

Народом избранный заместитель католикоса всех армян архиепископ Геворг ЧЕОРЕКЧЬЯН
В очередном номере газеты «Известия» от 22 января 1943 года был напечатан ответ И. В. Сталина Геворгу VI:
Ереван
Прошу передать верующим армянам и духовенству Эчмиадзинского католикосата, внесшего средства на строительство танковой колонны имени Давида Сасунского, — мой привет и благодарность Красной Армии.
Указание об открытии специального счёта в Госбанке СССР дано.

И. СТАЛИН
Газета «Известия», 22 января 1943 года. 
Армяне из Советского союза и диаспоры массово откликнулись на призыв Армянской церкви, и в конечном итоге, на собранные общими усилиями средства было построено 43 танка Т-34-85, которые к маю 1944 года вошли в состав 119-го отдельного танкового полка (2-й Прибалтийский фронт), на каждом танке имелась надпись на армянском и русском языках, обозначающая принадлежность к танковой колонне «Давид Сасунский» (арм. «Սասունցի Դավիթ»).
В 1944 году, по данным Рональда Суни, Геворг VI был удостоен личной аудиенции у И. В. Сталина.
После окончания войны, в том числе и за заслуги Армянской церкви в общее дело борьбы советского народа с фашизмом, И. В. Сталин разрешил вернуть древнюю библиотеку Эчмиадзинского монастыря и восстановить деятельность типографии и семинарии.

## Награды и звания
По количеству генералов и офицеров армянский народ находится на 4-м месте среди народов СССР, и по количеству Героев Советского Союза — на 6-м.
За время войны 70 000 армян были награждены орденами и медалями (в том числе более 500 врачей), 106 армян и ещё 11 представителей других национальностей из Армянской ССР получили звание Героя Советского Союза (Иван Баграмян и Нельсон Степанян — дважды), 68 генералов-армян командовали различными воинскими соединениями на всех фронтах Великой Отечественной войны. Полными Кавалерами ордена Славы всех трёх степеней стали 27 человек. 
Самое активное участие в войне приняли будущие Маршал Советского союза (И. Х. Баграмян, 1955), Главный маршал бронетанковых войск (А. Х. Бабаджанян, 1975), Адмирал флота Советского Союза (И. С. Исаков, 1955), Маршал авиации (С. А. Худяков, 1944), Маршал инженерных войск (С. Х. Аганов, 1980). Более 66 000 работников тыла были награждены орденами и медалями.
8 армян в годы войны были награждены званием Героя Социалистического труда: А. С. Елян (1942), А. И. Микоян, И. Ф. Тевосян, Б. Н. Арутюнян, Н. А. Наринян, Б. К. Саламбеков, А. М. Хачатрян (все 1943) и Л. А. Орбели (1945). А в послевоенные годы то же звание вручалось: авиаконструктору А. И. Микояну (1956, 1967), одному из создателей атомной и водородной бомбы, а также ядерных боеголовок для баллистических ракет С. Г. Кочарянцу (1962, 1984), физику, В. А. Амбарцумяну (1968, 1978) — дважды; физику, одному из создателей атомной и водородной бомбы К. И. Щёлкину (1949, 1951, 1958) — трижды.
Уже после окончания войны, участникам войны-армянам было присвоено ещё 86 генеральских и 9 адмиральских званий, что увеличило число офицеров-армян с высшими воинскими званиями до 165 человек. В составе Красной армии армянами были 8 генерал-полковников, 31 генерал-лейтенант, 108 генерал-майоров, 4 вице-адмирала и 5 контр-адмиралов.

Зал Военного музея «Мать Армения», где хранятся портреты всех армян — Героев Советского Союза

## Память
Практически во всех городах и сёлах Армянской ССР были возведены многочисленные памятники и монументы в честь дня великой победы и памяти воинов, погибших во время войны. Уже в ходе войны, в 1944 году, на территории Армянской ССР стали появляться первые уникальные памятники-родники, которых к концу 1946 года насчитывалось уже боле 100. В 1967 году в Ереване, на месте бывшего памятника Сталину, был воздвигнут главный для Армении и всех армян памятник победе — монумент «Мать Армения», в котором располагается музей Великой Отечественной войны. Монумент расположен в Парке Победы, где также находится могила неизвестного солдата, представляющая собой центральный мемориал памяти героев и жертв Великой Отечественной войны на территории современной Армении.
Несмотря на распад СССР и последующие попытки проводить политику «пересмотра наследия» как царской, так и советской России, зачастую проводимую во вновь образованных государствах постсоветского пространства, память о героях и жертвах Великой Отечественной войны в современной Армении осталась неприкасаемой, а День победы «сохранил своё значение как день героизма и возрождения армянского народа». При поддержке представительства Россотрудничества в Ереване и Гюмри, активисты Российско-Армянского союза молодежи ежегодно проводят патриотическую акцию «Георгиевская ленточка».
С 2016 года Общественная патриотическая организация «Бессмертный Полк Армении» при поддержке местных Советов ветеранов ежегодно в Ереване и Гюмри проводит акции «Бессмертный полк» и «Дорога памяти». В 2020 году также была запущена онлайн-акция «История моего героя», в которой каждый житель страны может рассказать о своём родственнике-участнике войны.
Ежегодно Армения является участником международной акции «Диктант победы», проводящейся в разных городах республики (Ереване, Гюмри, Капане, Ванадзоре, Иджеване и др.).
Ежегодно в парке Победы проходит международная акция «Сад памяти», в ходе которой проводится посадка сотен деревьев в память о погибших во время войны военнослужащих-армянах. В мае 2022 года в ознаменовании 77-летия победы в войне была проведена акция «Вместе против фашизма», в ходе которой были развёрнуты 100-метровые флаги Армении, России и Георгиевская лента. Также, в 2022 году при поддержке Русского дома в Гюмри проходила фотовыставка фотографа Татев Мнацаканян «Лица Великой Победы». Проект посвящён армянским ветеранам войны — фронтовикам и работникам тыла.
В свою очередь, высшие государственные деятели Армении подчёркивают важность исторической памяти ключевой роли Советского народа в борьбе против Нацистской Германии и предостерегают от попыток её искажения.
По состоянию на 2018 год, на территории республики установлено 626 памятников, монументов и мемориалов, посвящённых памяти участников войны. Руководство Армении неоднократно заявляло, что эти памятники являются «святынями для страны». Практически в каждом населённом пункте есть хотя бы один монумент, мемориал или памятник, посвящённый памяти погибших односельчан в войне.
В обязательную программу по предмету История в средних учебных заведениях Армении включён раздел о Великой Отечественной войне, в рамках которого школьников знакомят с музеями, историческими документами, литературой и документальными фильмами о войне. Также существует практика присвоения школам и классам имён героев войны (в честь армян — Героев Советского союза и высших офицеров Красной Армии). В высших учебных заведениях Армении проводят многочисленные конференции и круглые столы на тему Великой Отечественной войны.
По состоянию на 2020 год, на территории Республики Армения проживало чуть менее 300 ветеранов. 23 февраля 2025 года в Ереване к 80-летию победы на частные пожертвования открылся Центр боевой славы – музей маршала И.Х. Баграмяна. На открытии присутствовал посол Российской Федерации С.П. Копыркин, посол Республики Беларусь А.В. Конюк, внук маршала И.С. Баграмян и другие почётные гости, в том числе и ветераны.

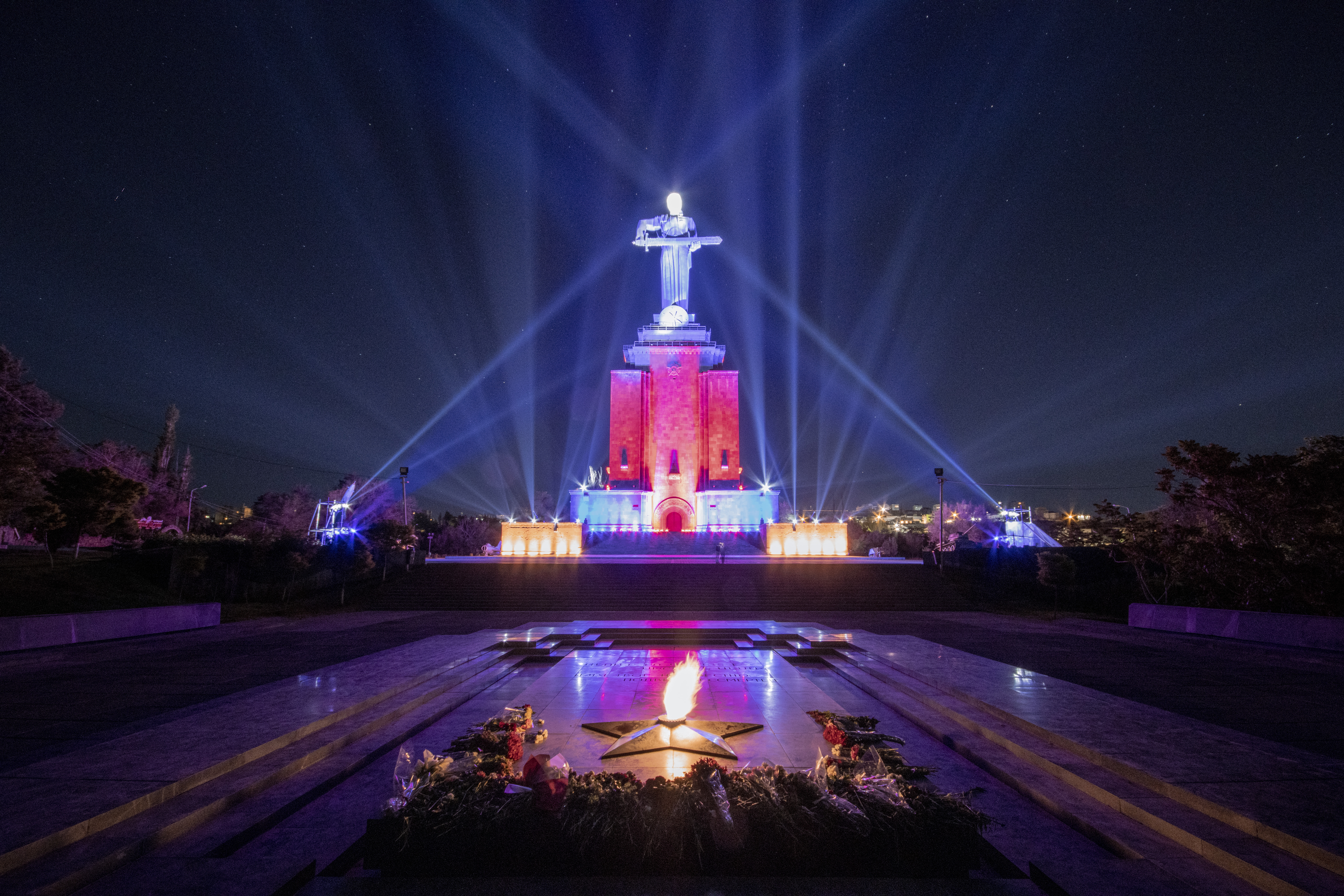
Парк Победы и монумент Мать-Армения, 9 мая 2021 года
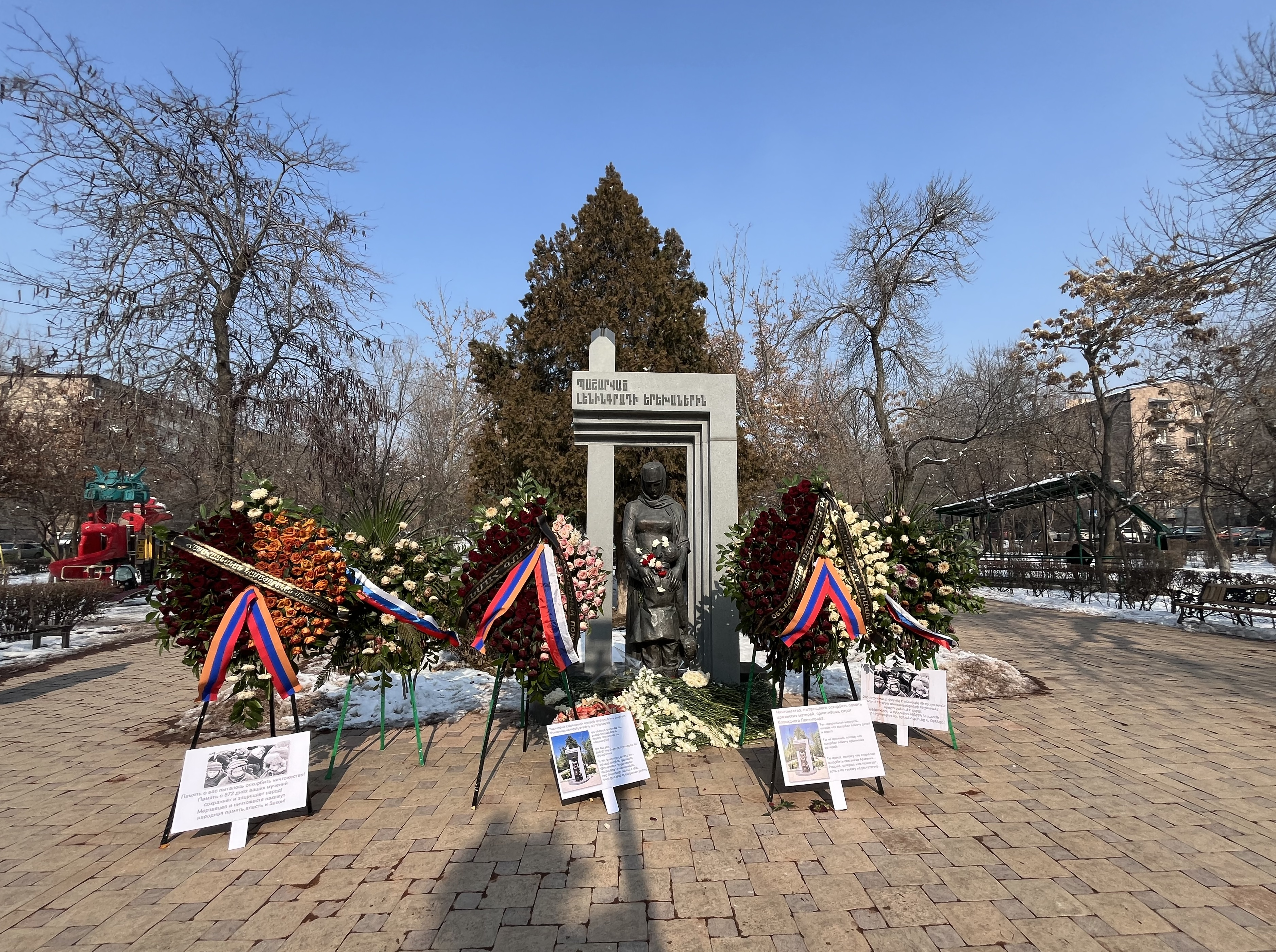
80-летие полного снятия блокады Ленинграда. Памятник Детям блокадного Ленинграда, Ереван, 1 февраля 2024 года
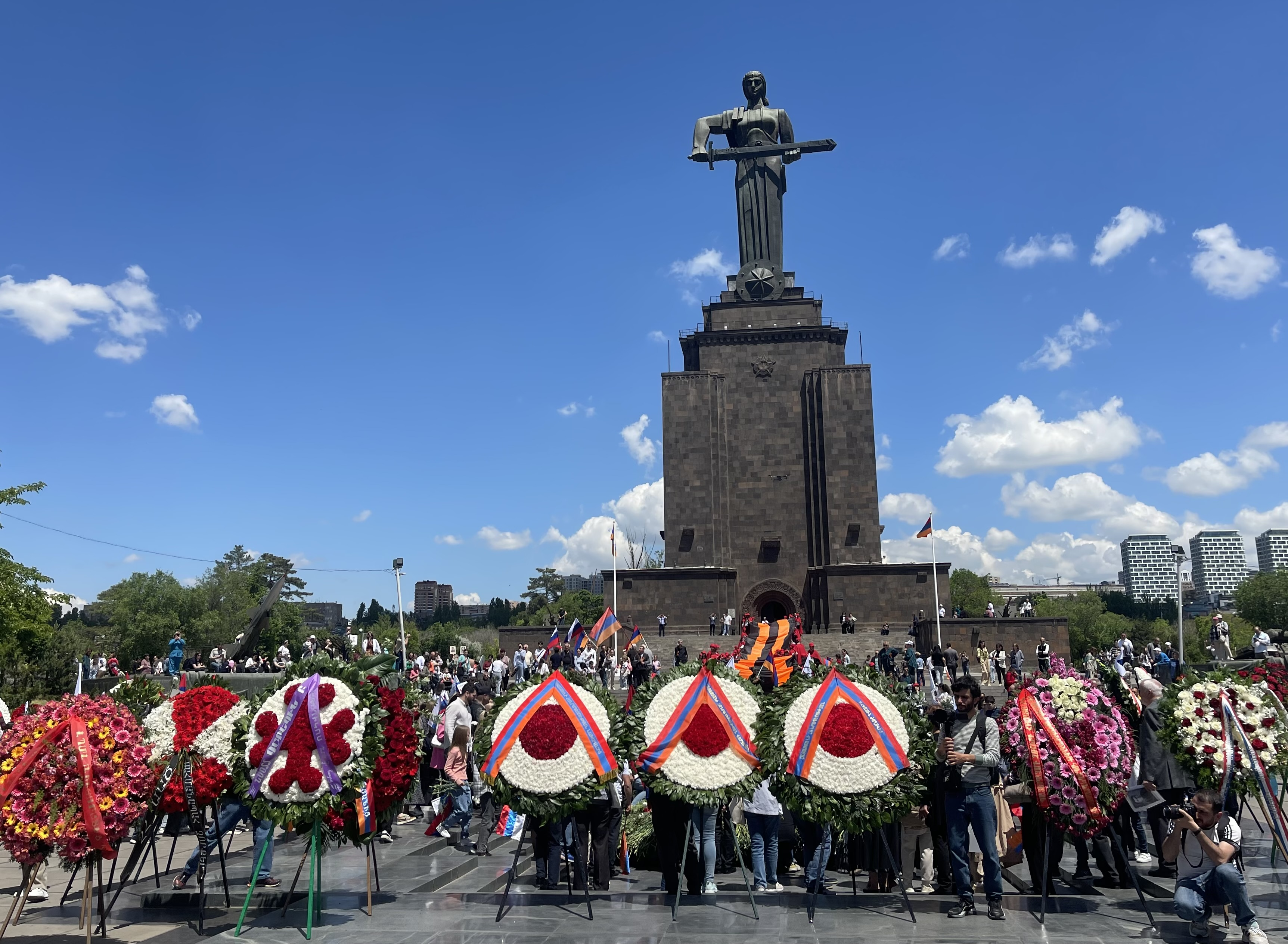
79-я годовщина победы, 9 мая 2024 года

### Памятники

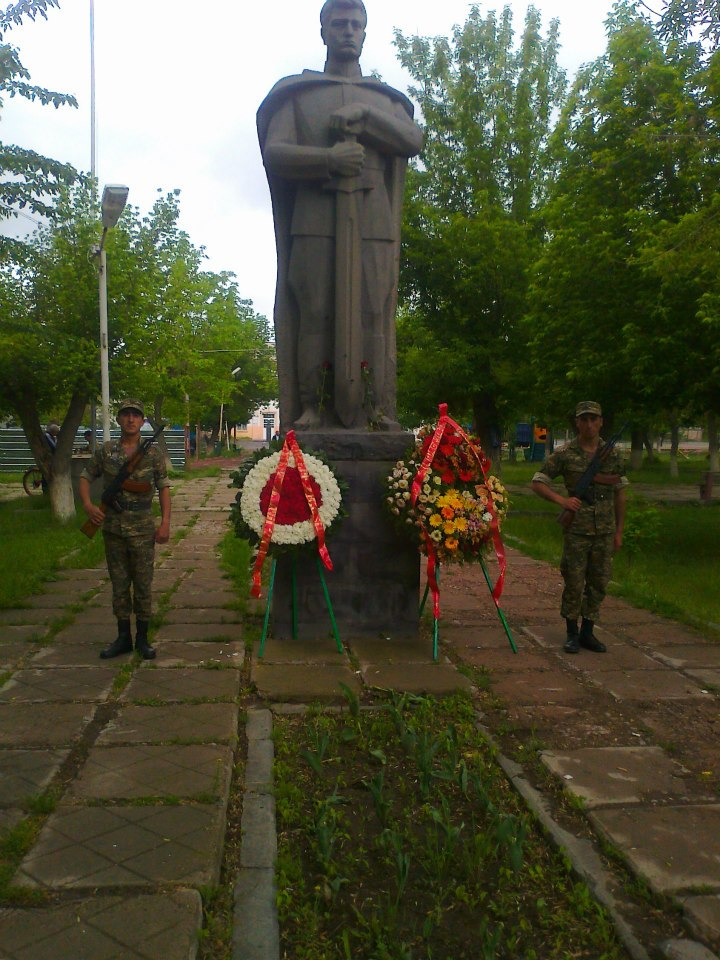
Ереван
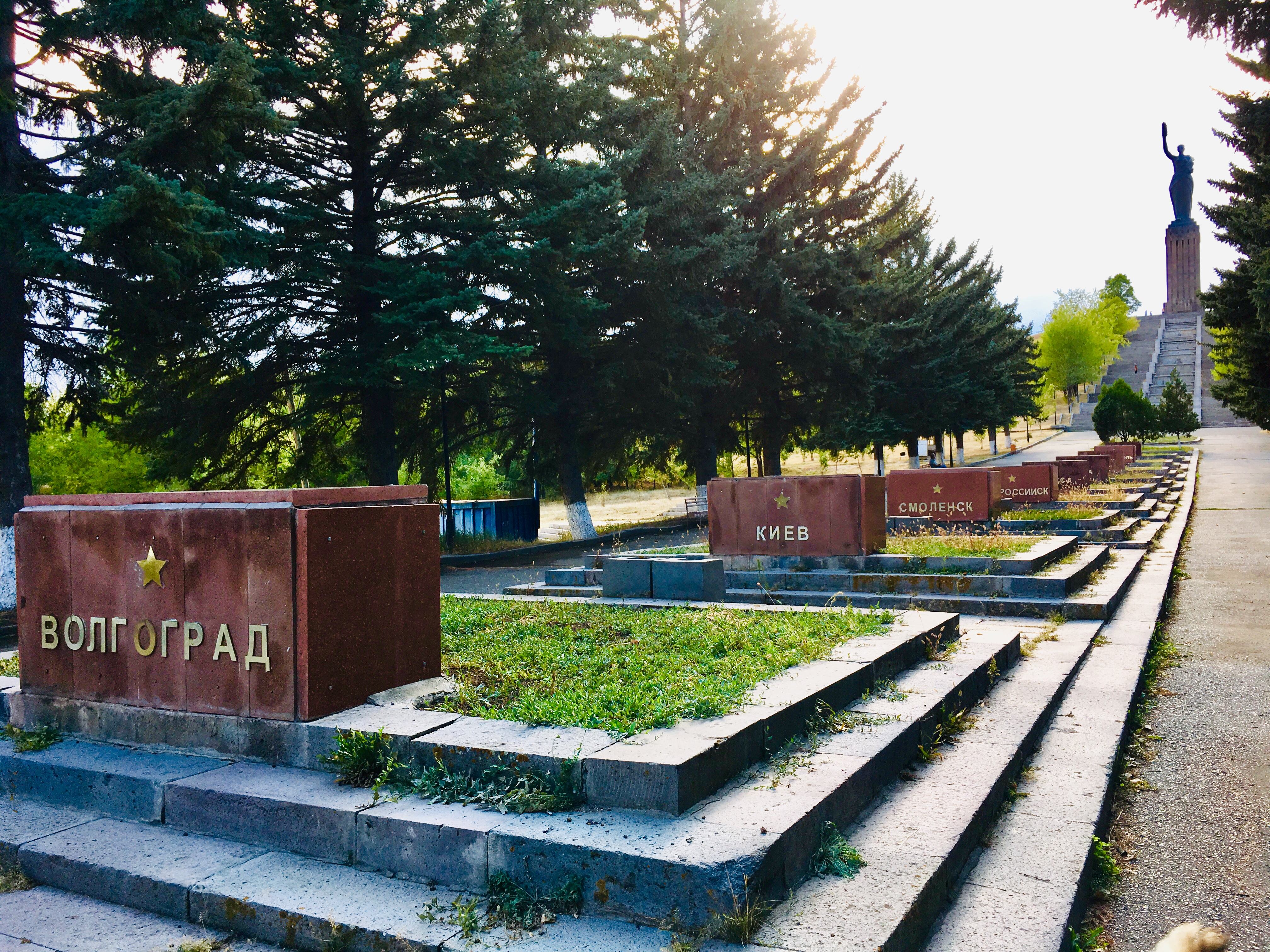
Гюмри
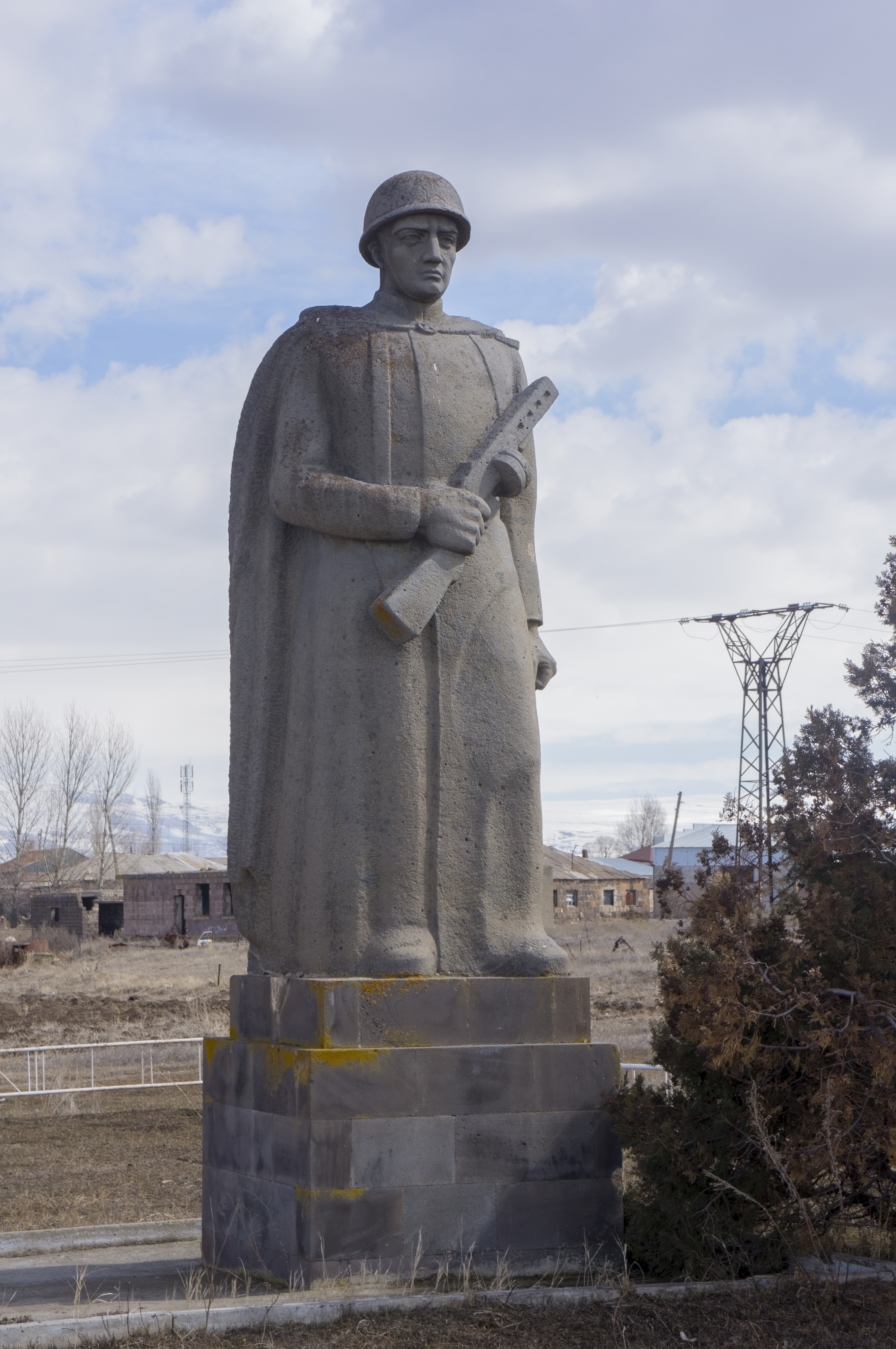
Село Аревик
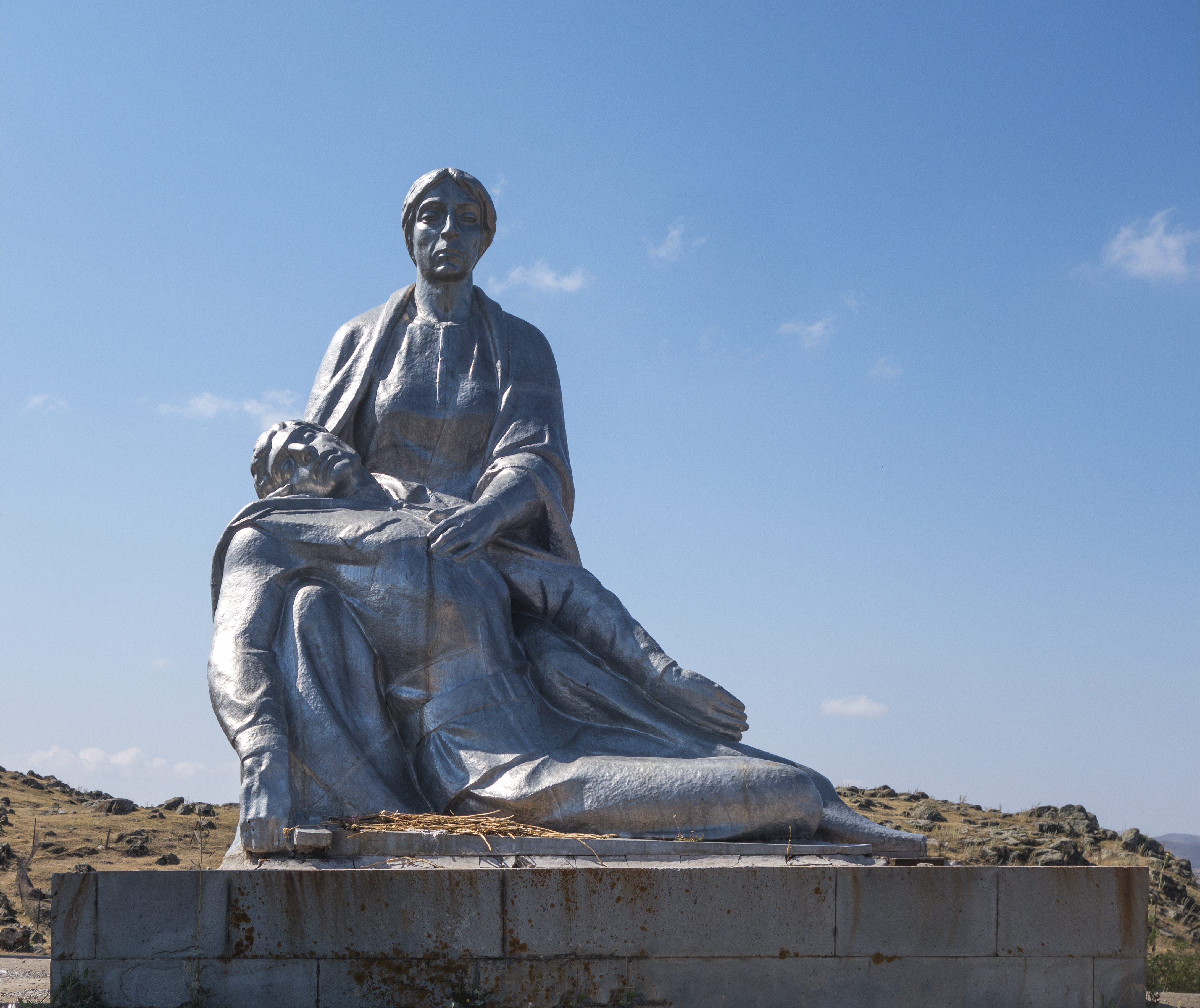
Село Хором[арм.]
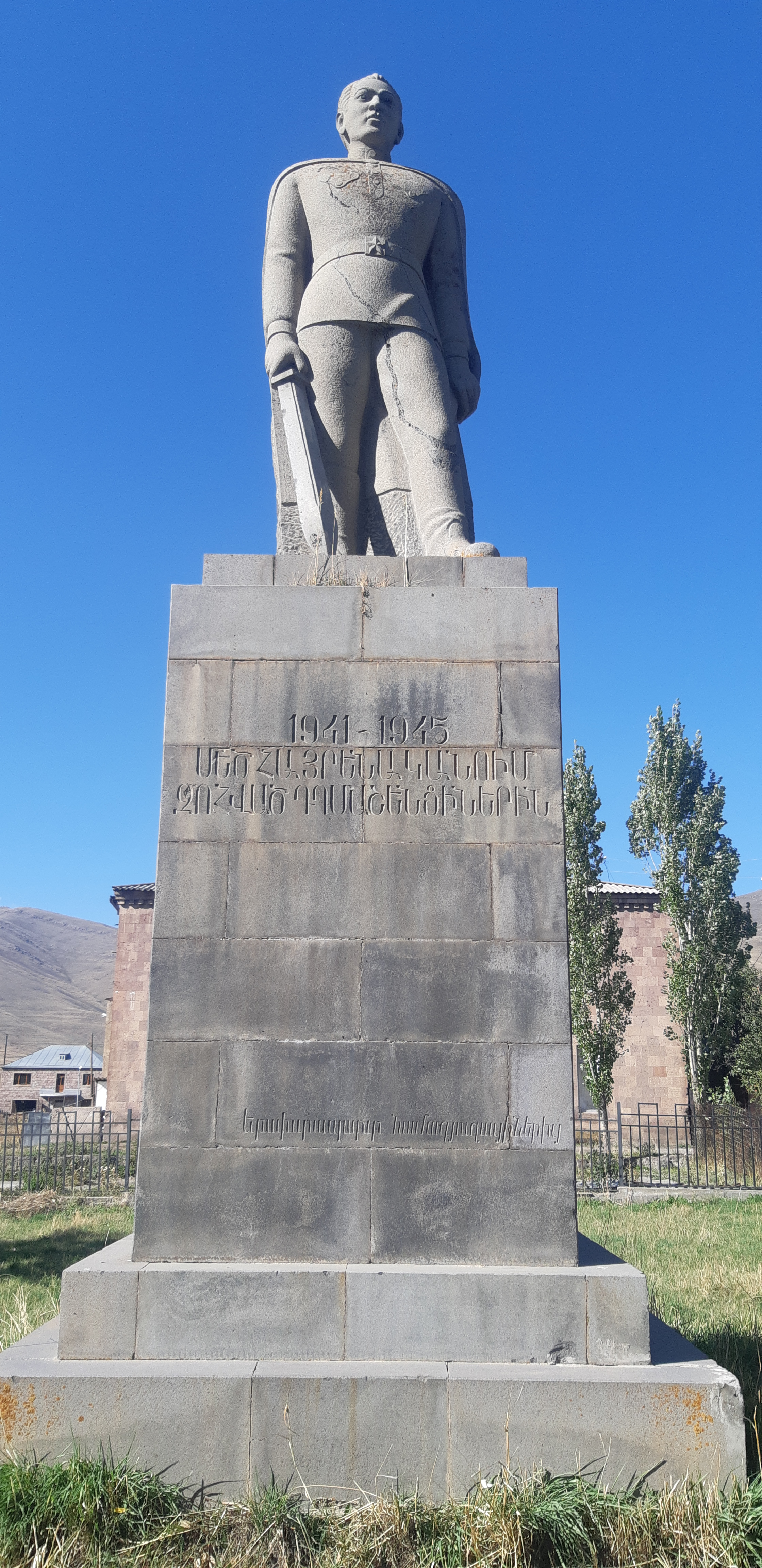
Село Ддмашен
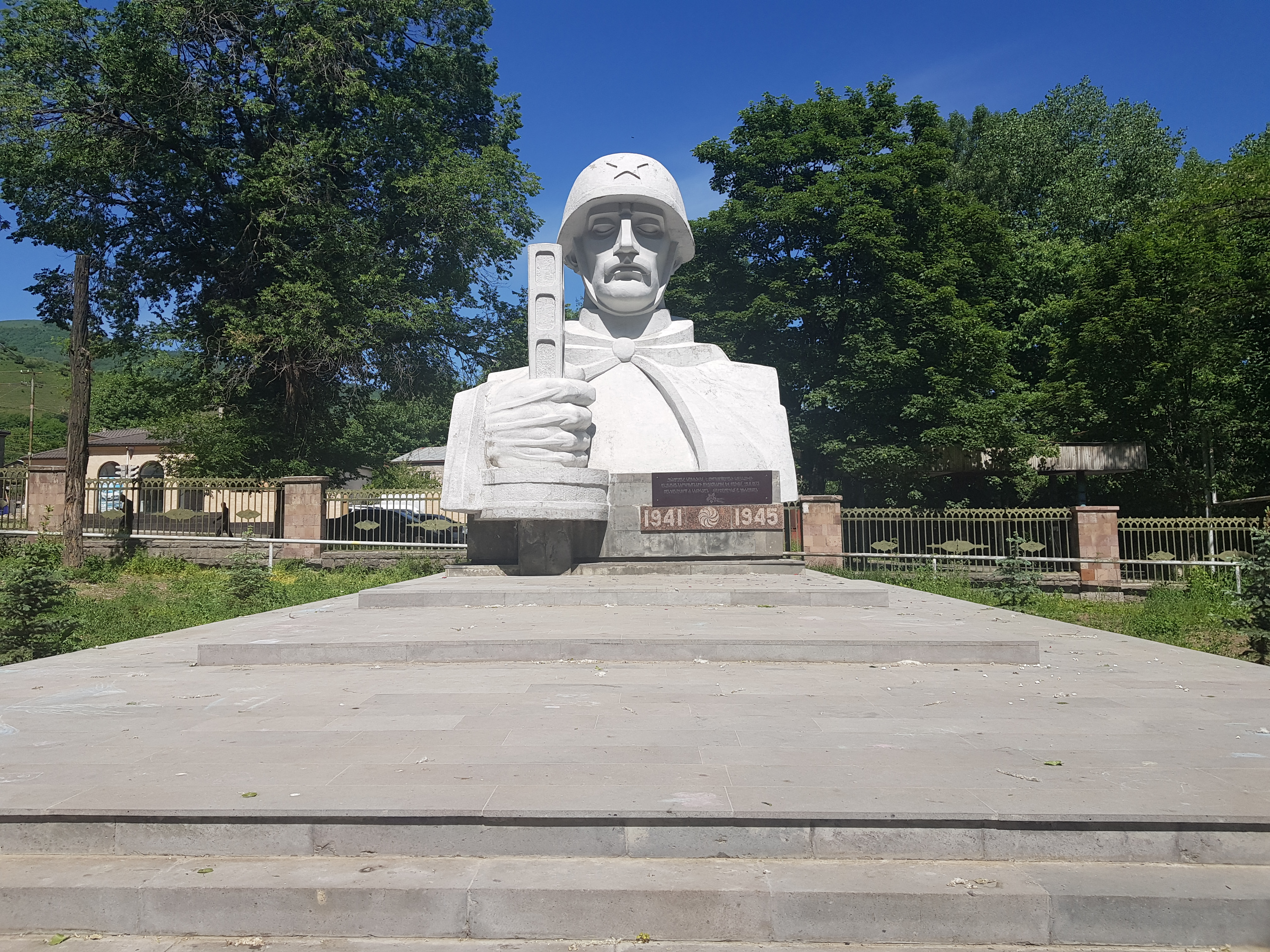
Город Ванадзор
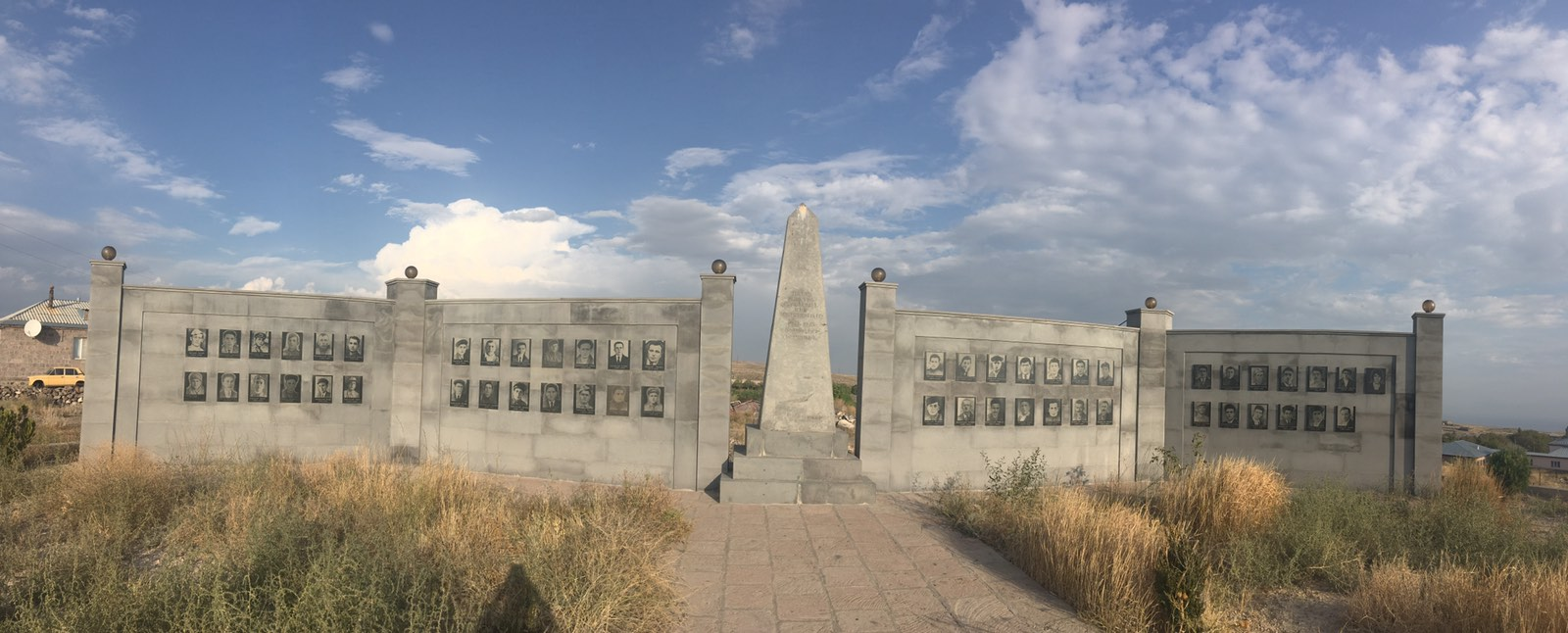
Село Ашнак
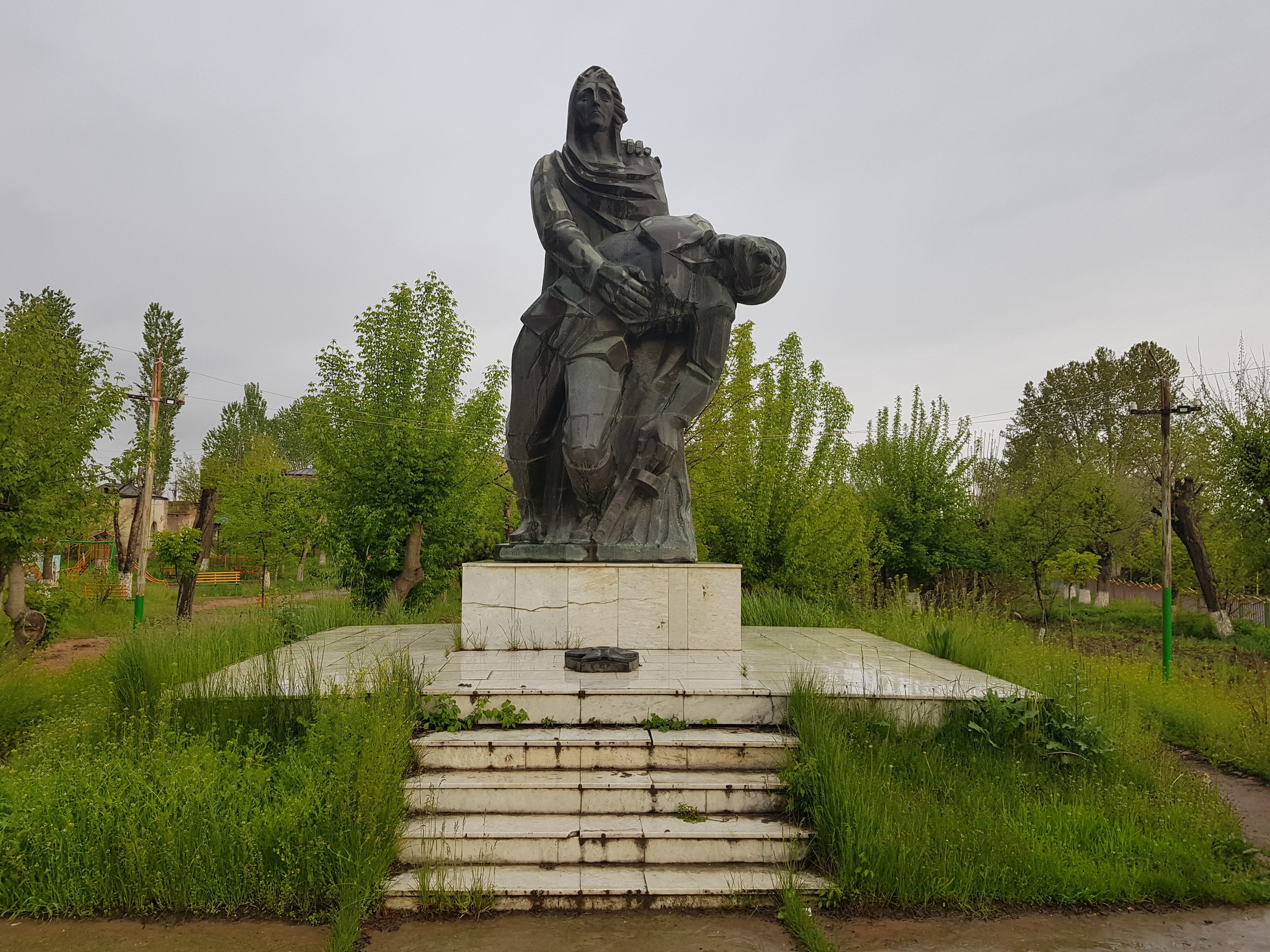
Село Айгезард

### Экспозиции в музеях
|                                      |  |  |
| Военный музей «Мать Армения», Ереван |  |  |

|                                              |  |
| Экспозиция в историческом музее города Капан |  |

|                                   |
| Экспозиция в музее И.Х. Баграмяна |

### Памятные марки

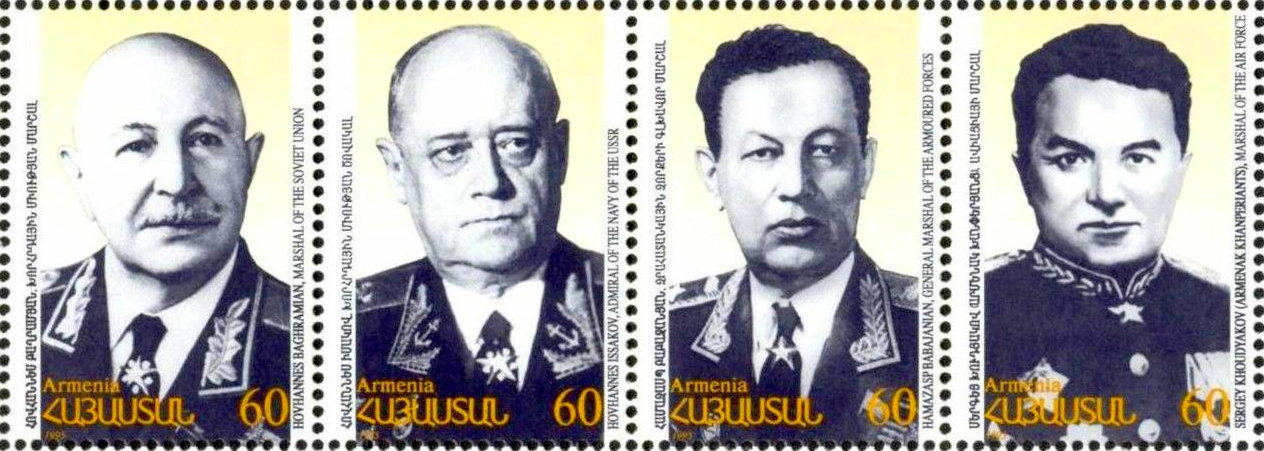
Маршалы и адмирал победы: Баграмян, Исаков, Бабаджанян, Худяков
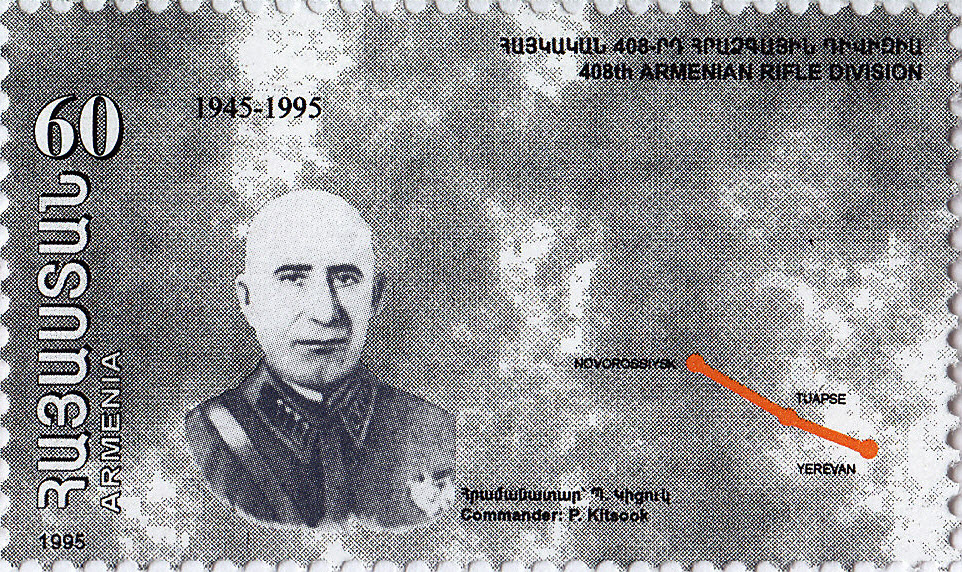
Марка в память о командире 408-й стрелковой дивизии П. Н. Кицук
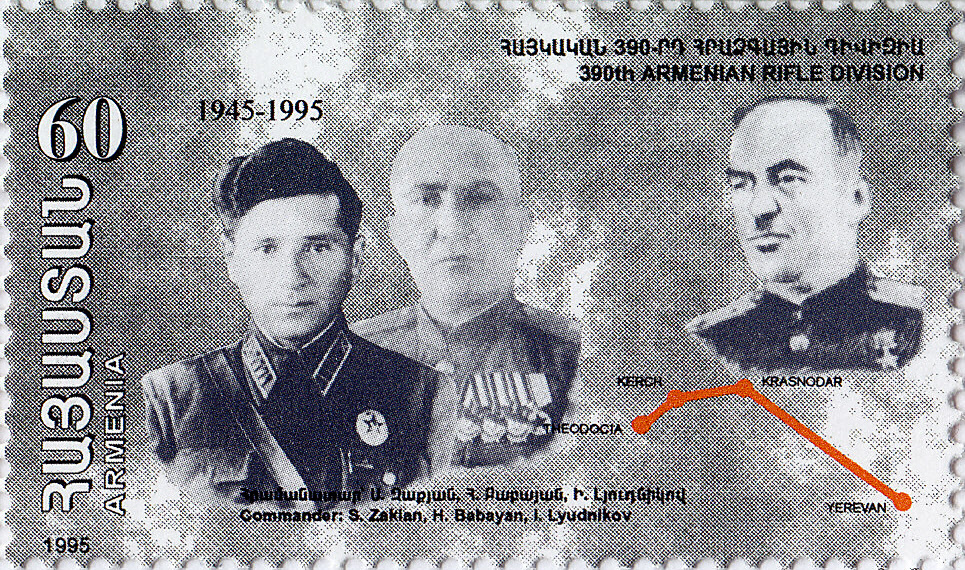
Марка в память о командирах 390-й стрелковой дивизии И. И. Людников, С. Г. Закиян и А. Г. Бабаян
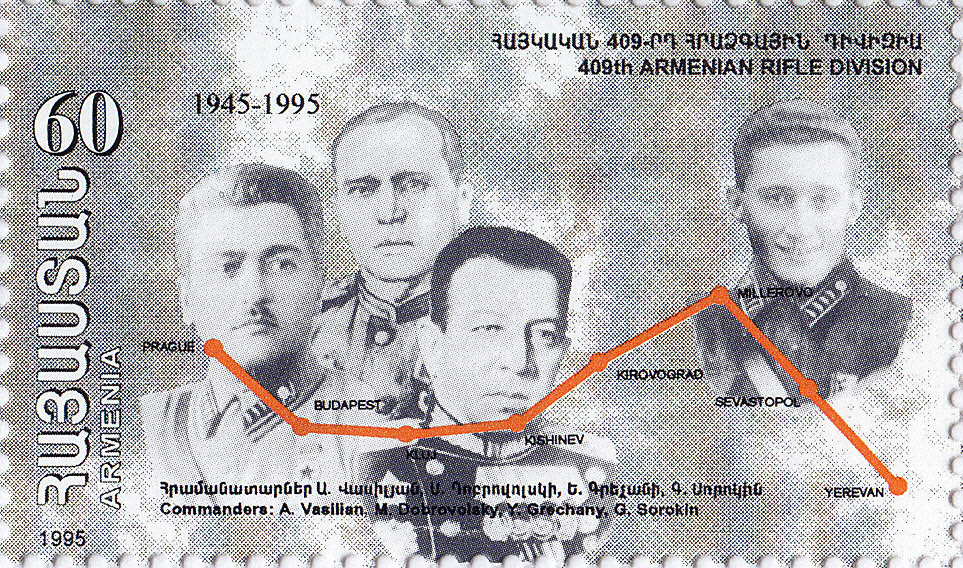
Марка в память о командирах 409-й стрелковой дивизии А. А. Василян, М. И. Добровольский, Е. П. Гречаный и Г. С. Сорокин
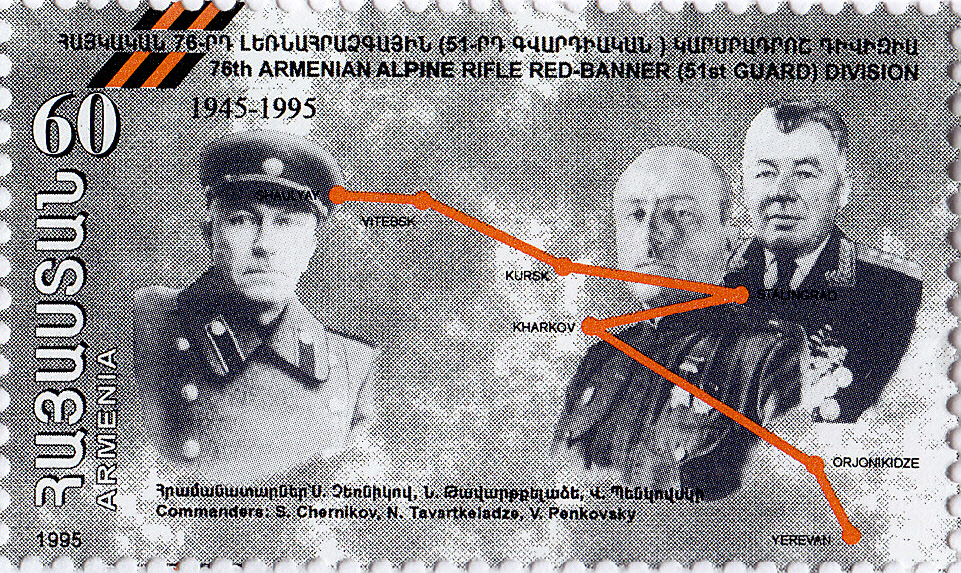
Марка в память о командирах 76-й стрелковой дивизии С. В. Черников, Н. Т. Таварткиладзе и В. А. Пеньковский
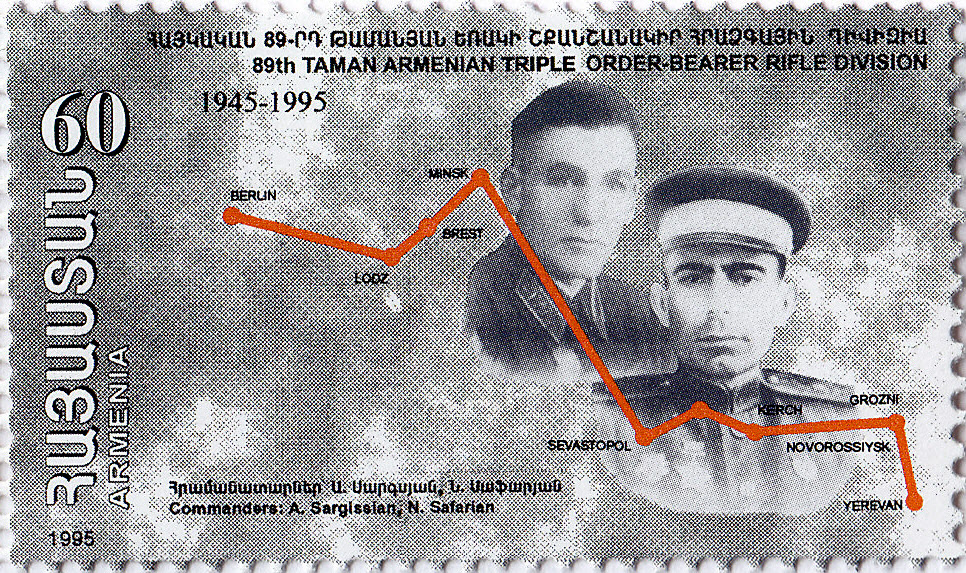
Марка в память о командирах 89-й стрелковой дивизии 2-го формирования А. Саркисян и Н. Г. Сафарян
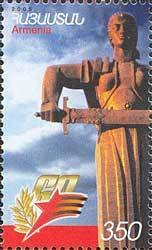
Марка в честь 60-летия Великой Победы
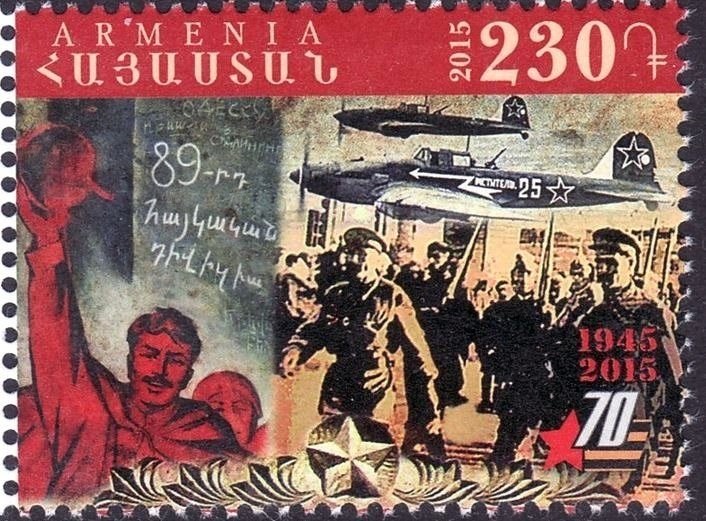
Марка в честь 70-летия Великой Победы
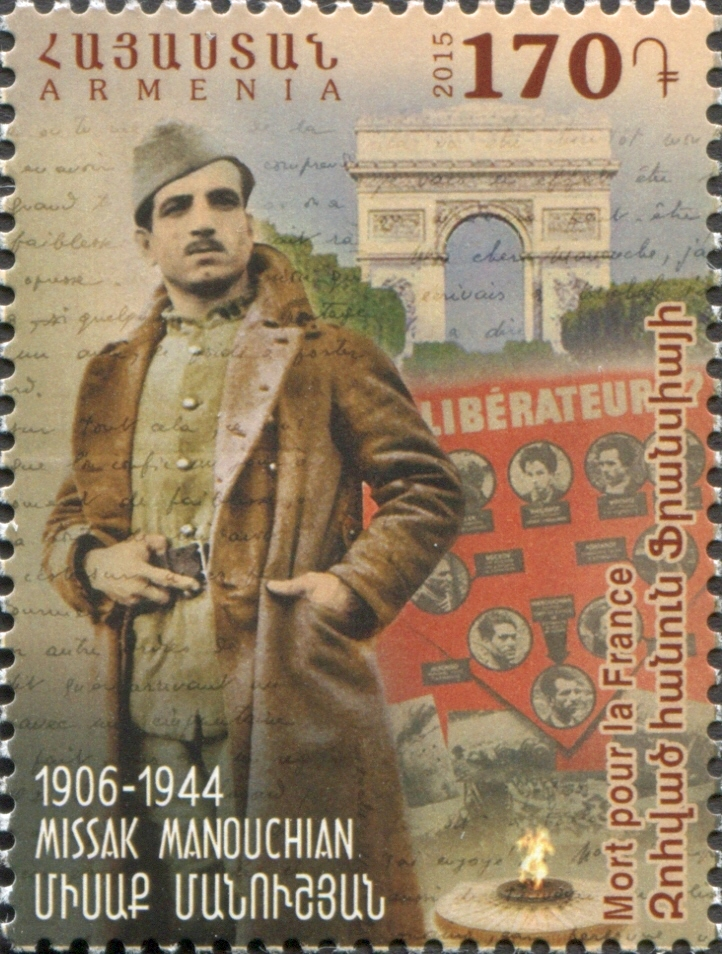
Марка в память о французском антифашисте Мисаке Манушяне

### Книги
на русском языке
- Советская Армения в годы Великой Отечественной войны (1941-1945): Сб. док. и материалов / В.А. Мурадян и др. — Ереван: Изд-во АН Армянской ССР, 1975. — 846 с. Архивировано 11 февраля 2022 года.
- Гарибджанян С.Г. Наука в Армении в годы Великой Отечественной войны (1941-1945). — Ереван: Изд-во «Гитутюн» НАН РА, 2007. — 96 с. — ISBN 978-5-8080-0689-8.
- Хечоян А. В., Атоян Р. В., Вольская Е. Г., Литвин А. М., Арутюнян К. А., Гуринов Е. А. Воины-армяне в боях за Беларусь (1941–1944 гг.) / А. М. Литвин, А. В. Хечоян. — Минск: Беларуская навука, 2019. — 927 с. — ISBN 978-985-08-2445-5. Архивировано 13 февраля 2022 года.
- Один народ — одна победа! / Боев Э.Б., Барсков И.В. — Нижний Новгород: Сб. мат. I-II научных конференций «Национальное единство и его роль в Победе в Великой Отечественной войне (1941-1945)», 2020. — 94 с. Архивировано 29 декабря 2021 года.
  - Мхитарян А.А. Участие армян в Великой Отечественной войне // Один народ — одна победа!  / Боев Э.Б., Барсков И.В. — Нижний Новгород: Сб. мат. I-II научных конференций «Национальное единство и его роль в Победе в Великой Отечественной войне (1941-1945)», 2020. — С. 52—56.
- Великая Отечественная война: история, люди, судьбы: Сборник трудов Международной научной очно-заочной конференции / Шулимова Е.А. и др. — Краснодар: ФГБОУ ВО «КубГТУ», 2020. — 285 с. — ISBN 978-5-8333-0961-2. Архивировано 14 февраля 2022 года.
  - Киселёва Л., Бочкарёва А.С., Хотина Ю.В. Армянский народ в годы Великой Отечественной войны // Великая Отечественная война: история, люди, судьбы: Сборник трудов Международной научной очно-заочной конференции  / Шулимова Е.А. и др. — Краснодар, 2020. — 17 апрель. — С. 37–44.
- ՌՍՏԱՄ-ՍՍՀՄ :  [арм.] / под ред. М. В. Арзуманяна. — Ереван : Главная редакция Армянской энциклопедии, 1984. — 736 с. — (Армянская советская энциклопедия : в 13 т. / под ред. В. А. Амбарцумяна ; 1974—1987, т. 10). — 100 000 экз.
- Саркисян Г. X., Акопян Т. X., Абрамян А. Г. История армянского народа: с древнейших времён до наших дней / Нерсисян М.Г. — Ереван: ЕГУ, 1980. — 460 с.
- Казахецян В. Н. Книга о героях. — Ереван: АН Армянской ССР, 1985. — 287 с.
- Арутюнян В.М., Оганесян К.Л. Архитектура Советской Армении. — Ереван: АН АрмССР, 1955. — 289 с.
- Шуваева-Петросян Е.А. Голоса Бессмертия. Книга воспоминаний армянских ветеранов Великой Отечественной войны. — Ереван: Aegitas, 2020. — 88 с. — ISBN 978-0-3694-0336-0.
- Кертох С.М., Карапетян В.В. Участие армян в Великой Отечественной войне / В.А. Чолахян. — Ереван: Тигран Мец, 2020. — 232 с. — ISBN 978-99941-0-966-1.
- Мнацаканян Т. Лица Великой победы. — М.: Aegitas, 2021. — 162 с. — ISBN 9780369409072.
- К.А. Арутюнян. Герои Советского Союза русские из Армении. Список русских, уроженцев Армении, погибших в Великой Отечественной войне (1941-1945 гг.). — Ереван: НАН Армении, 2021. — 74 с.
- Хачатрян К.Г. Армения в системе военно-промышленного комплекса СССР (1922-1991 гг.). — Ереван: Институт истории НАН РА, 2015. — 345 с. — ISBN 978-9939-860-20-6.
- Сборник статей. Великая победа 1941—1945. — Ереван: Айкакан Банак (Армянская армия). Специальный выпуск военно-научного журнала Министерства обороны Республики Армения, 2005. — 210 с.

на английском языке
- Simon Payaslian[англ.]. The History of Armenia: From the Origins to the Present. — NY: Palgrave Macmillan US, 2008. — 294 p. — (Palgrave essential histories). — ISBN 9780230608580.
- Ronald Grigor Suny. Soviet Armenia // The Armenian People from Ancient to Modern Times / Richard G. Hovannisian. — Palgrave Macmillan, 1997. — P. 347—387. — 493 p. — ISBN 0312101686. — ISBN 9780312101688.

### Статьи
- Аракелян М.А. Советская Армения в годы Великой Отечественной войны // Вестник Ереванского университета. — 1981. — С. 12—22. Архивировано 14 февраля 2022 года.
- Арутюнян К.А. Участие армянского народа в Великой Отечественной войне (1941-1945) гг. // Постсоветские исследования. — 2020. — Т. 3, № 5. — С. 393—402. Доступна для скачивания Архивная копия от 13 февраля 2022 на Wayback Machine.
- Енокян А.В. Историческая память о Великой Отечественной войне в Армении // Постсоветские исследования. — 2020. — Т. 3, № 5. — С. 403—408. Архивировано 17 февраля 2022 года.
- Заргарян Р.А. День Победы в Нагорном Карабахе // www.stoletie.ru. — 2009. Архивировано 10 марта 2022 года.
- Семушин Д. Об участии советских армян в Великой Отечественной войне 1941−1945 гг. — часть 1 // eadaily.com/ru. — 2021. Архивировано 15 февраля 2022 года.
- Семушин Д. Об участии советских армян в Великой Отечественной войне 1941−1945 гг. — часть 2 // eadaily. — 2021. Архивировано 13 февраля 2022 года.
- Хечоян А. В., Атоян Р. В., Гуринов Е. А. Воины-армяне в боях за Могилевскую область в 1941–1944 гг. // Гісторыя Магілёва: мінулае і сучаснае: зб. навук. артыкулаў удзельнікаў Міжнар. навук. канф. — 2021. — 25–26 июнь. — С. 78–83. Архивировано 13 февраля 2022 года.
- Мурадян В.А. Кавказ в агрессивных планах фашистской Германии и Турецкой военщины в годы Второй Мировой войны // Историко-филологический журнал. — Ереван, 1995. — С. 63—74. Архивировано 14 февраля 2022 года.
- Мурадян В.А. Военно-мобилизационная деятельность компартии Армении в первый период Великой Отечественной войны // Вестник Ереванского университета. — С. 50—59. Архивировано 14 февраля 2022 года.
- Худавердян К.С. Армянская советская культура в годы Великой Отечественной войны // Институт истории АН АрмССР. — 1985. — С. 20—34. Архивировано 14 февраля 2022 года.
- Григорян В. Армянский след в советской авиации.Слово о Героях Советского Союза, об авиации и о летчиках-армянах в годы ВОВ // Армянское Крымское общество. — 2021.
- Саркисян С. М. Боевой путь 408 стрелковой дивизии // Bulletin of the Academy of Sciences of the Armenian SSR: Social Sciences. — 1965. — № 7. — С. 61—76. Архивировано 14 февраля 2022 года.
- Микоян К. Армения и армяне в Великой Отечественной войне // Центр стратегических оценок и прогнозов. — 2013. Архивировано 17 февраля 2022 года.
- М. Ананикян. 70 лет Победе: 30 тысяч воинов-армян в битве за Сталинград // https://www.panarmenian.net/rus. — 2015. Архивировано 3 января 2022 года.
- Саркисян Э., Амирян Э. Хроника боевого пути армянских национальных формирований в годы Великой Отечественной войны // Вестник Армянских архивов. — 1985. — № 1. — С. 31—43.
- Григорян С. Стихи в солдатской шинели // Литературная Армения. — 1975. — Май (№ 5). — С. 92—200.
- Из ответов воинов-армян на письмо армянского народа. 10 марта 1943 г. // Газета «Мартик». — 1943. — 10 марта.
- 9 мая в Армении: важность Победы для армянской нации // https://ria.ru/. — 2012. Архивировано 17 февраля 2022 года.
- Армения в Великой Отечественной войне // https://www.veteran.by/ru. — 2015. Архивировано 24 января 2022 года.
- Армяне в Великой Отечественной войне // https://www.ra.am. — 2015. Архивировано 19 февраля 2022 года.
- 106 Героев, маршалы. Реальные факты об участии армян в Великой Отечественной войне // https://www.aysor.am/ru/. — 2015. Архивировано 13 февраля 2022 года.
- Армянский народ и Великая Отечественная война: память и современность // http://dalma.news/ru. — 2018. Архивировано 17 февраля 2022 года.
- Статистика участия армян в Великой Отечественной войне // https://armeniansite.ru. — 2018. Архивировано 19 февраля 2022 года.
- Армяне в Великой Отечественной войне: вклад и заслуги // https://ru.armeniasputnik.am. — 2019. Архивировано 19 февраля 2022 года.
- Католикос Геворк VI получил от Сталина медаль «За оборону Кавказа» // https://ostarmenia.com/ru. — 2019. Архивировано 9 мая 2021 года.
- К 75-летию Победы: как жители Армении приближали разгром врага // https://iacis.ru. — 2020. Архивировано 13 февраля 2022 года.
- Каждый пятый житель Армении ушел на фронт... // https://odkb-csto.org. — 2020. Архивировано 13 февраля 2022 года.
- Вклад народов СССР в Победу в Великой Отечественной войне // https://www.rsl.ru/ru. — 2020. Архивировано 14 февраля 2022 года.
- О вкладе Армянской апостольской церкви в Победу над фашизмом // https://sarinfo.org/. — 2020.
- Более 200 военнослужащих российской военной базы приняли участие в проекте «Дорога памяти» в Армении // https://function.mil.ru/. — 2020. Архивировано 17 февраля 2022 года.
- Имена героев: заслуги армянского народа в Великой Отечественной войне // https://www.radiovan.fm. — 2020. Архивировано 17 февраля 2022 года.
- Дивизии армян в Великой Отечественной войне (2020) // https://nashaarmenia.info.+Архивировано 17 февраля 2022 года.
- Армения в Великой Отечественной: забвению не подлежит // https://www.ritmeurasia.org. — 2020. Архивировано 19 февраля 2022 года.
- Открылась фотовыставка «Лица Великой Победы» // Министерство образования, науки, культуры и спорта Республики Армения. — 2021. Архивировано 17 февраля 2022 года.
- Об участии армян НКАО и Азербайджана в Великой Отечественной войне // https://russia-armenia.info. — 2021. Архивировано 19 февраля 2022 года.